# Tính dục ở loài người

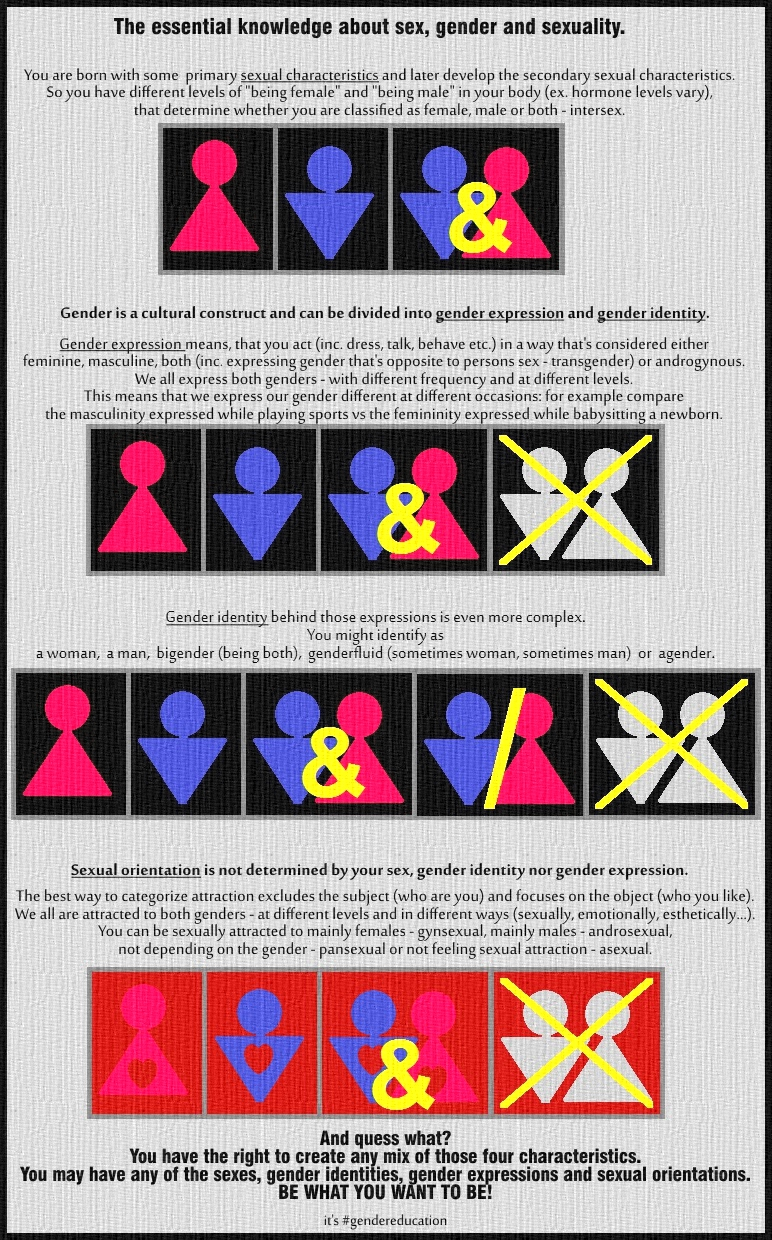
Giới tính và xu hướng tính dục khác nhau của mỗi người

Tính dục ở loài người là năng lực giới tính, thể chất, tâm lý, và sinh dục, bao gồm mọi khía cạnh đặc trưng của nam giới và nữ giới. Tình dục là một khái niệm có nội hàm rộng, vừa phản ánh mối quan hệ giới tính, vừa chứa đựng những yếu tố hữu hình và ẩn giấu của cá nhân. Trong tiếng Việt, tính dục, đặc biệt khi chỉ đề cập tới mối quan hệ giới tính, còn được gọi là tình dục.
Khái niệm tính dục bao hàm:
- Nhận thức và cảm giác về cơ thể mình và cơ thể người khác
- Tính chất tâm lý bên trong và hành vi ứng xử bên ngoài
- Cảm xúc, suy nghĩ và nhu cầu ân ái, gần gũi về tình cảm với một ai đó.
- Cảm giác hấp dẫn tình dục với người khác
- Các tiếp xúc tình dục: từ động chạm cơ thể đến giao hợp

Các cẩm nang về tình dục đã có từ thời cổ đại, tuy nhiên chuyên ngành nghiên cứu tình dục học được coi là mới xuất hiện từ cuối thế kỷ 19.

## Phân loại xu hướng tính dục
Về xu hướng tính dục có thể chia ra thành:
- Dị tính luyến ái.
- Đồng tính luyến ái.
- Song tính luyến ái.
- Toàn tính luyến ái.
- Vô tính luyến ái.

## Sự phát triển

### Xu hướng tính dục
Có nhiều bằng chứng ủng hộ các nguyên nhân bẩm sinh của xu hướng tính dục hơn so với những nguyên nhân học được, đặc biệt là đối với nam giới. Bằng chứng này bao gồm mối tương quan văn hóa giữa đồng tính luyến ái và sự phi định chuẩn giới thời thơ ấu, ảnh hưởng di truyền vừa phải ở các nghiên cứu về sinh đôi, bằng chứng về tác động nội tiết tố trước khi sinh đối với tổ chức não, hiệu ứng thứ tự sinh sản anh em, và phát hiện rằng trong một số hiếm trường hợp khi trẻ sơ sinh trai được nuôi dưỡng như con gái do biến dạng thể chất, họ vẫn bị thu hút bởi phụ nữ. Các nguyên nhân xã hội giả thuyết  chỉ được hỗ trợ bởi bằng chứng yếu, bị bóp méo bởi nhiều yếu tố gây nhiễu.
Bằng chứng đa văn hóa cũng nghiêng nhiều hơn về các nguyên nhân phi xã hội. Các nền văn hóa rất khoan dung với đồng tính luyến ái không có tỷ lệ cao hơn đáng kể. Hành vi đồng tính luyến ái tương đối phổ biến giữa các bé trai trong các trường nội trú đơn giới ở Anh, nhưng những người Anh trưởng thành theo học các trường này không còn xu hướng thực hiện hành vi đồng tính luyến ái hơn những người không theo học. Trong một trường hợp đặc biệt, theo nghi thức người Sambia yêu cầu các bé trai thực hiện hành vi đồng tính luyến ái trong thời niên thiếu trước khi họ có bất kì sự tiếp cận với phụ nữ, nhưng hầu hết các bé trai đều trở thành người dị tính.
Người ta không hoàn toàn hiểu tại sao gen quy định đồng tính luyến ái vẫn tồn tại trong nhóm gen. Một giả thuyết liên quan đến việc chọn lọc dòng dõi, cho thấy rằng người đồng tính đầu tư đủ nhiều vào người thân của họ để bù đắp chi phí cho việc không trực tiếp sinh sản. Giả thuyết này không được ủng hộ bởi các nghiên cứu ở các nền văn hóa phương Tây, nhưng một số nghiên cứu ở Samoa đã tìm thấy một số hỗ trợ cho giả thuyết này. Một giả thuyết khác liên quan đến các gen đối kháng tính dục gây ra đồng tính luyến ái khi được biểu hiện ở nam giới nhưng tăng khả năng sinh sản khi biểu hiện ở phụ nữ. Các nghiên cứu ở cả các nền văn hóa phương Tây và phi phương Tây đã tìm thấy sự hỗ trợ cho giả thuyết này.

### Sự đa dạng về giới
Thuyết tâm lý tồn tại liên quan đến sự phát triển và biểu hiện của sự đa dạng giới trong tính dục của con người. Một số trong đó (bao gồm các lý thuyết tân phân tích, lý thuyết sinh học xã hội, lý thuyết học tập xã hội, lý thuyết vai trò xã hội và lý thuyết kịch bản) đồng tình trong việc dự đoán rằng nam giới có vẻ chấp thuận quan hệ tình dục bình thường (tình dục xảy ra ngoài luồng một mối quan hệ ổn định, ràng buộc như hôn nhân) và cũng có vẻ bừa bãi hơn (có số lượng bạn tình nhiều hơn) so với phụ nữ. Những lý thuyết này chủ yếu phù hợp với sự khác biệt được thấy trong thái độ của nam giới và phụ nữ đối với quan hệ tình dục bình thường trước hôn nhân ở Hoa Kỳ. Các khía cạnh khác của tính dục con người, chẳng hạn như thỏa mãn tình dục, tần suất quan hệ tình dục bằng miệng, thái độ đối với đồng tính luyến ái và thủ dâm cho thấy giữa nam và nữ có ít nhất hoặc không có sự khác biệt hiện hữu. Sự đa dạng giới liên quan đến số lượng bạn tình là khiêm tốn, với nam giới có xu hướng có hơi nhiều hơn nữ giới.

## Các khía cạnh sinh lý và sinh học
Cũng như nhiều loài có vú khác, loài người được xếp vào nhóm giới tính nam hay giới tính nữ, với một số nhỏ (khoảng 1% hoặc 0,018%) là các cá nhân liên giới tính mà phân loại giới tính có thể không rõ ràng.
Các khía cạnh sinh học của tính dục con người liên quan đến hệ thống sinh sản, chu kỳ phản ứng tình dục và các yếu tố ảnh hưởng đến các khía cạnh này. Chúng cũng liên quan tới ảnh hưởng của các yếu tố sinh học đến các khía cạnh khác của tính dục, chẳng hạn như phản ứng hữu cơ và thần kinh, tính di truyền, vấn đề nội tiết tố, vấn đề giới tính và rối loạn chức năng tình dục.

### Giải phẫu và chức năng sinh sản
Con đực và con cái đều tương tự nhau về mặt giải phẫu; điều này mở rộng đến một mức độ nào đó đối với sự phát triển của hệ thống sinh sản. Khi trưởng thành, chúng có các cơ chế sinh sản khác nhau để thực hiện các hành vi tình dục và để sinh sản. Đàn ông và phụ nữ phản ứng với các kích thích tình dục theo kiểu giống nhau với những một số khác biệt nhỏ. Phụ nữ có chu kỳ sinh sản hàng tháng, trong khi đó chu kỳ sản xuất tinh trùng của nam giới liên tục hơn.

#### Não bộ
Vùng dưới đồi là phần quan trọng nhất của não cho hoạt động tình dục. Đây là một vùng nhỏ ở đáy não bao gồm một số nhóm cơ quan tế bào thần kinh nhận đầu vào từ hệ viền. Các nghiên cứu đã chỉ ra rằng ở động vật thí nghiệm, phá hủy một số khu vực nhất định của vùng dưới đồi gây ra sự loại bỏ hành vi tình dục. Vùng dưới đồi quan trọng vì mối quan hệ của nó với tuyến yên nằm bên dưới nó. Tuyến yên tiết ra các hormone được sản xuất tại vùng dưới đồi và ở chính nó. Bốn hormone tình dục quan trọng là oxytocin, prolactin, hormone kích thích nang trứng và hormone tạo thể vàng.
Oxytocin (đôi khi được gọi là "hormone tình yêu") được giải phóng ở cả hai giới tính khi đạt được cực khoái trong lúc giao hợp. Oxytocin được coi là quan trọng đối với những suy nghĩ và hành vi cần có để duy trì các mối quan hệ chặt chẽ. Hormone này cũng được giải phóng ở phụ nữ khi họ sinh con hoặc đang cho con bú. Cả prolactin và oxytocin đều kích thích tiết sữa ở phụ nữ. Hormone kích thích nang trứng (FSH), chịu trách nhiệm rụng trứng ở phụ nữ, hoạt động bằng cách kích hoạt sự trưởng thành của trứng; ở nam giới nó kích thích sản xuất tinh trùng. Hormone tạo thể vàng (LH) kích hoạt quá trình rụng trứng, đó là sự phóng thích của trứng trưởng thành.

#### Giải phẫu hệ sinh dục nam
Con đực cũng có cơ quan sinh dục bên trong và bên ngoài chịu trách nhiệm sinh sản và giao hợp. Quá trình sản xuất tinh trùng cũng theo chu kỳ, nhưng khác với chu kỳ rụng trứng của phụ nữ, chu kỳ này liên tục sản xuất hàng triệu tinh trùng mỗi ngày.

##### Giải phẫu cơ quan sinh dục bên ngoài ở nam

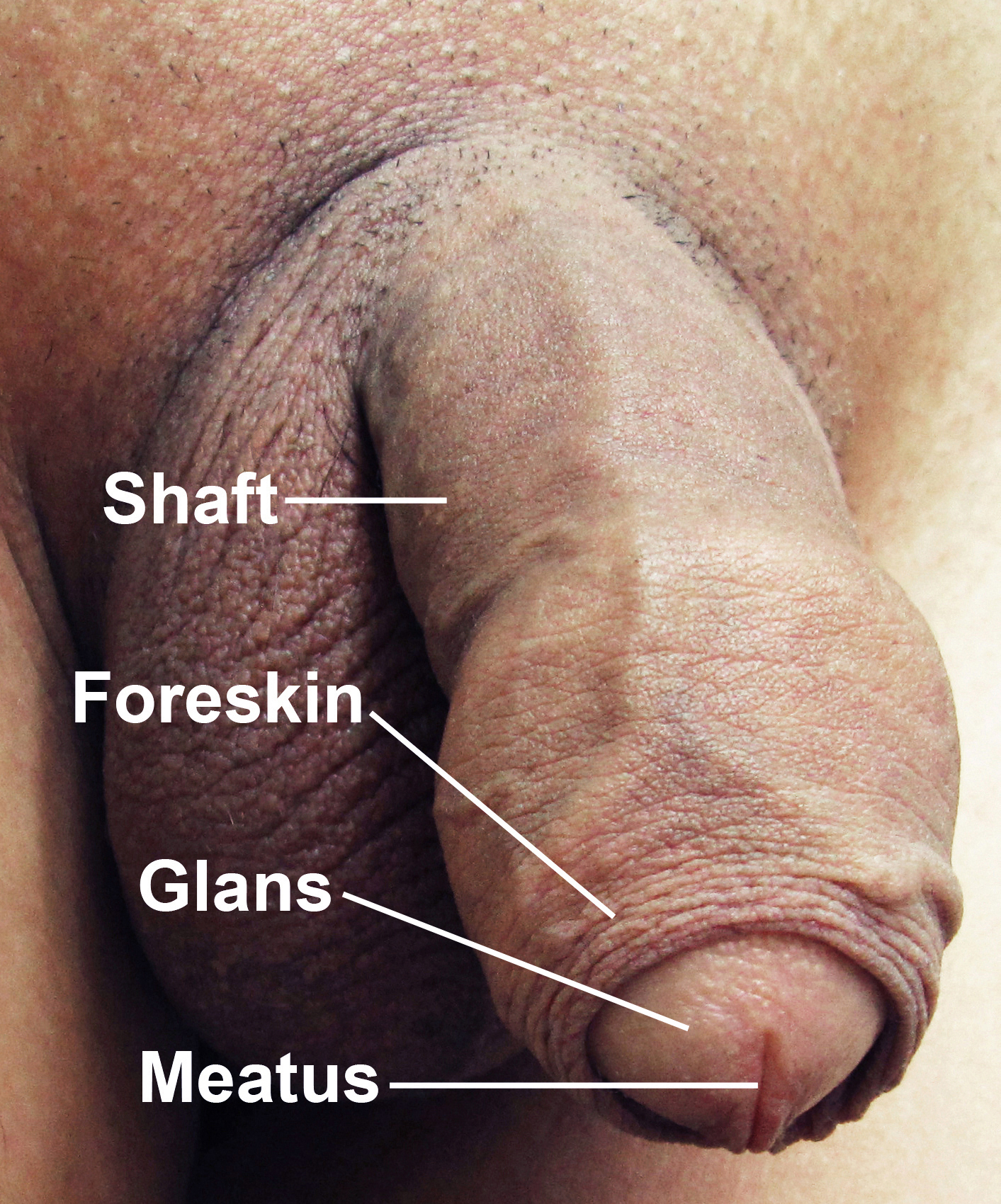
Bộ phận sinh dục ngoài của nam giới (bị cạo lông).

Bộ phận sinh dục của nam giới là dương vật và bìu. Dương vật cung cấp một lối đi cho tinh trùng và nước tiểu. Một dương vật có kích thước trung bình ở trạng thái chưa cương có chiều dài khoảng 3+3⁄4 inch (9,5 cm) và đường kính 1+1⁄5 inch (3,0 cm). Khi cương cứng, dương vật trung bình có chiều dài từ 4+1⁄2 inch (11 cm) đến 6 inch (15 cm) và đường kính 1+1⁄2 inch (3,8 cm). Cấu trúc bên trong của dương vật bao gồm trục, quy đầu và gốc.
Trục dương vật bao gồm ba thân hình trụ bằng mô xốp chứa đầy các mạch máu dọc theo chiều dài của nó. Hai trong số này nằm cạnh nhau ở phần trên của dương vật được gọi là thể hang. Ống thứ ba, được gọi là thể xốp, một ống nằm ở chính giữa bên dưới những ống khác và mở rộng ở cuối để tạo thành đầu dương vật (quy đầu).
Vành nâng lên ở biên giới của trục và quy đầu được gọi là chuỗi tràng hạt dương vật. Niệu đạo chạy qua trục, cung cấp lối ra cho tinh trùng và nước tiểu. Gốc bao gồm các đầu mở rộng của các thể hang, quạt ra ngoài tạo thành mấu và gắn vào xương mu và đầu nở ra của thể xốp (củ). Gốc được bao bọc bởi hai cơ; cơ hành và cơ háng, giúp đi tiểu và xuất tinh. Dương vật có bao quy đầu che kín quy đầu; đôi khi được loại bỏ bằng cách cắt bao quy đầu vì lý do y tế, tôn giáo hoặc văn hóa. Trong bìu, tinh hoàn được giữ cách xa cơ thể, một lý do khả dĩ giải thích điều này là để tinh trùng có thể được sản xuất trong môi trường hơi thấp hơn nhiệt độ cơ thể bình thường.

##### Giải phẫu cơ quan sinh dục bên trong ở nam

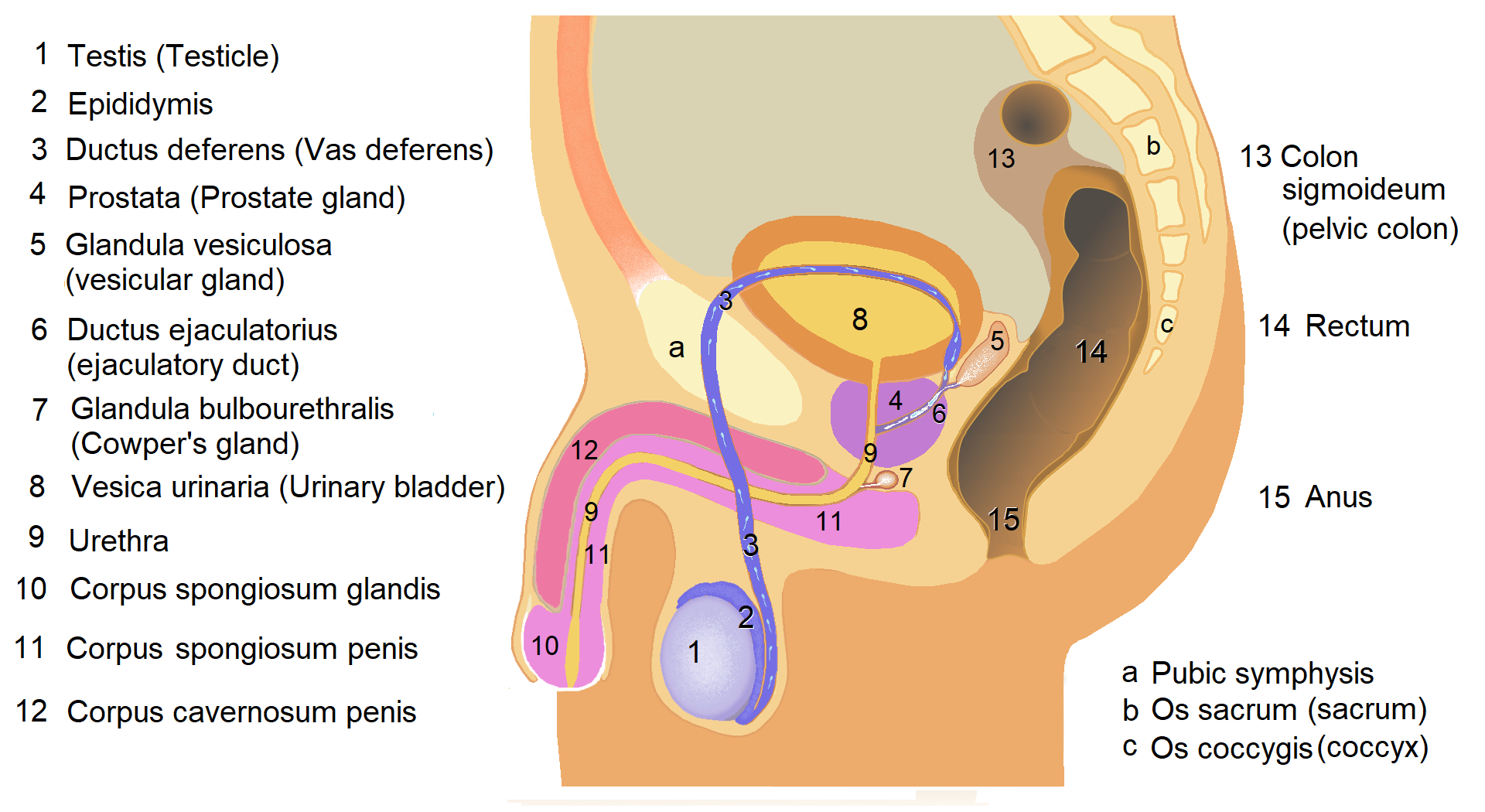
Hệ thống sinh sản nam.

Cấu trúc sinh sản bên trong của nam giới là tinh hoàn, hệ thống ống dẫn, tuyến tiền liệt, túi tinh, và tuyến Cowper.
Tinh hoàn (tuyến sinh dục nam), là nơi sản xuất tinh trùng và nội tiết tố nam. Hàng triệu tinh trùng được sản xuất hàng ngày trong vài trăm ống sinh tinh. Các tế bào được gọi là tế bào Leydig nằm giữa các ống; chúng tạo ra các hormone được gọi là androgen; bao gồm testosterone và inhibin. Tinh hoàn được giữ bởi thừng tinh, là một cấu trúc dạng ống chứa các mạch máu, dây thần kinh, ống dẫn tinh và một cơ giúp nâng cao và hạ thấp tinh hoàn để phản ứng với sự thay đổi nhiệt độ và hưng phấn tình dục, trong đó tinh hoàn được kéo gần cơ thể hơn.
Tinh trùng được vận chuyển qua hệ thống ống dẫn bốn đoạn. Đoạn đầu tiên của hệ thống này là mào tinh hoàn. Các tinh hoàn tụ lại để tạo thành các ống sinh tinh, ống cuộn ở đầu và sau của mỗi tinh hoàn. Đoạn thứ hai của hệ thống ống dẫn tinh là một ống cơ bắt đầu ở đầu dưới của mào tinh hoàn gọi là ống dẫn tinh. Ống dẫn tinh đi lên dọc theo mặt bên của tinh hoàn để trở thành một phần của thừng tinh. Đoạn cuối mở rộng là ống tinh, nơi lưu trữ tinh trùng trước khi xuất tinh. Đoạn thứ ba của hệ thống ống là ống phóng tinh dài 1 inch (2,5 cm) đi qua tuyến tiền liệt - nơi sản xuất tinh dịch. Tuyến tiền liệt là một cơ quan cứng, hình hạt dẻ, bao quanh phần đầu của niệu đạo, có chức năng dẫn nước tiểu và tinh dịch. Tương tự như điểm G của phụ nữ, tuyến tiền liệt cũng cho khoái cảm tình dục và có thể dẫn đến cực khoái thông qua quan hệ tình dục đường hậu môn.
Tuyến tiền liệt và túi tinh sản xuất tinh dịch trộn với tinh trùng để tạo ra tinh dịch. Tuyến tiền liệt nằm dưới bàng quang và phía trước trực tràng, bao gồm hai vùng chính: vùng bên trong sản xuất dịch tiết để giữ ẩm cho niêm mạc đạo nam giới và vùng bên ngoài sản xuất dịch tinh đểt tạo điều kiện cho tinh dịch đi qua. Các túi tinh tiết ra fructose để kích hoạt và huy động tinh trùng, các prostaglandin để gây ra các cơn co thắt tử cung giúp di chuyển qua tử cung và các base giúp trung hòa độ axit trong âm đạo. Các tuyến Cowper, hay tuyến hậu môn, là hai cấu trúc có kích thước bằng hạt đậu bên dưới tuyến tiền liệt.

#### Giải phẫu hệ sinh dục nữ

##### Giải phẫu cơ quan sinh dục bên ngoài ở nữ

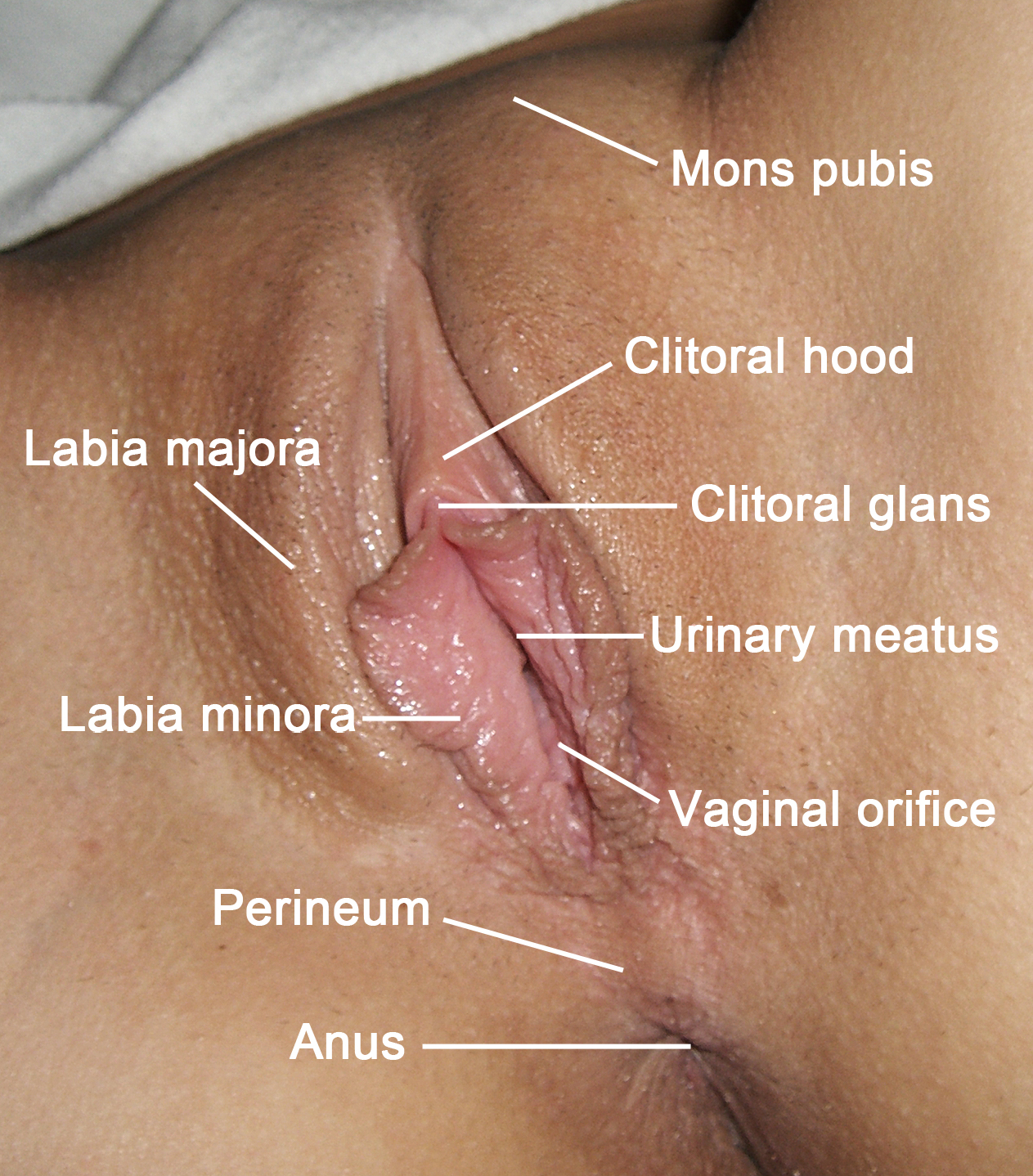
Bộ phận sinh dục nữ bên ngoài ở nữ giới (đã cạo lông).

Mon veneris - Mu, hay còn được gọi là Gò Vệ Nữ, là một lớp mô mỡ mềm bao lấy xương mu. Đến tuổi dậy thì, kích cỡ của mu sẽ có sự phát triển. Đây cũng là điểm tận cùng của nhiều dây thần kinh; vì vậy, vùng này rất nhạy cảm đối với sự kích thích.
Labia minora và labia majora cùng được gọi là môi âm đạo. Labia majora - môi lớn là hai nếp gấp được kéo dài của da, trải dài từ mu đến tầng sinh môn. Sau dậy thì, bề mặt bên ngoài của môi lớn sẽ được che phủ bởi lông. Ở giữa hai cánh môi lớn là labia minora, tức môi nhỏ, gồm hai nếp da nhẵn, không có lông. Hai cánh môi nhỏ khép lại tại điểm phía trên âm vật, tạo thành mũ âm vật - cơ quan vô cùng nhạy cảm khi bị chạm phải. Khi có kích thích tình dục, máu dồn xuống làm cho môi nhỏ căng lên, chuyển sang sắc đỏ và trở nên cương cứng.
Môi nhỏ được cấu thành từ các mô liên kết, các mô này lại liên tục được dẫn máu, trao đổi chất bởi hệ thống mạch máu; điều này tạo sắc hồng thường thấy ở cơ quan này. Gần về phía hậu môn, môi lớn và môi nhỏ sẽ nhập lại với nhau. Khi ở trạng thái không có kích thích, môi nhỏ sẽ che phủ cửa vào âm đạo và lỗ niệu, nhằm bảo vệ hai cơ quan trên. Tại đáy của môi nhỏ, tuyến Bartholin có nhiệm vụ tiết một lượng nhỏ dung dịch kiềm vào trong âm đạo thông qua các ống; vì tinh trùng không thể sống trong môi trường axit nên lượng dung dịch kiềm này sẽ giúp trung hòa tính axit của âm hộ và âm đạo.
Tương tự dương vật, âm vật được cấu tạo từ các mô phôi; do âm vật hay đầu của âm vật cũng chứa nhiều đầu dây thần kinh giống như (thậm chí là nhiều hơn trong một số trường hợp) dương vật hay quy đầu dương vật ở con người nên cơ quan này vô cùng nhạy cảm khi bị chạm phải. Tuy đầu âm vật có kích thước nhỏ nhưng với cấu trúc đặc biệt, cơ quan này có thể tự kéo dài và trở nên cương cứng. Chức năng duy nhất được ghi nhận của đầu âm vật chính là khoái cảm tình dục, đây là nguồn chính tạo nên sự cực khoái ở phụ nữ. Một điểm cần lưu ý, âm vật cũng là nơi mà bựa sinh dục, chất dịch dạng sệt, màu trắng ngà, tích tụ lại.
Chỉ có thể nhìn thấy lỗ vào âm đạo và lỗ niệu đạo khi hai cánh môi nhỏ tách ra. Cả lỗ vào âm đạo và lỗ niệu đạo đều có nhiều đầu dây thần kinh nên cũng vô cùng nhạy cảm với sự đụng chạm. Ngoài ra, hai cơ quan trên cũng được bao bọc bằng một vòng gồm các cơ thắt, gọi là cơ hành xốp. Bên dưới cơ hành xốp, ở hai bên của lối vào âm đạo, chính là hành tiền đình. Trong quá trình giao hợp hay ở điều kiện có kích thích, khơi gợi, máu cũng sẽ dồn xuống hành tiền đình khiến cho nó căng lên, giúp âm đạo ép chặt dương vật. Bên trong lỗ vào âm đạo là màng trinh, một tấm màng mỏng che chắn một phần lối vào âm đạo của nhiều trinh nữ. Theo quan niệm trước, việc rách màng trinh đồng nghĩa người đó đã mất đi sự trinh trắng. Tuy nhiên, đối với các tiêu chuẩn hiện đại, mất đi trinh tiết đánh dấu lần quan hệ tình dục đầu tiên của một cá nhân. Ngoài ra, màng trinh có thể bị rách do các hoạt động khác, không nhất thiết đến từ tác động của việc quan hệ tình dục. Thông qua niệu đạo, lỗ niệu đạo được nối với bàng quang, giúp bàng quang bài tiết nước tiểu. Lỗ niệu đạo nằm ngay dưới âm vật và ở phía trên lối vào âm đạo.
Vú là các cơ dưới da, nằm ở phía trước ngực của nữ giới. Mặc dù, trên lý thuyết, vú không nằm trong giải phẫu tình dục của phụ nữ, nhưng cơ quan này vẫn có chức năng trong việc đem lại khoái cảm tình dục lẫn việc sinh sản. Vú là tuyến mồ hôi được hiệu chỉnh và được cấu thành từ các mô sơ cùng mỡ. Không chỉ có vai trò trong cấu tạo, mỡ và mô xơ còn giúp nâng đỡ vú, cũng như chứa các đầu dây thần kinh, mạch máu và mạch bạch huyết. Chức năng chính của vú là sản sinh ra sữa cho trẻ sơ sinh giai đoạn đầu của sự phát triển. Trong quá trình dậy thì, vú sẽ có sự phát triển do sự tác động từ việc hormone estrogen tăng lên. Ở một người trường thành, vú thường chứa 15 đến 20 tuyến vú có chức năng sản sinh sữa. Các tuyến này được cấu thành từ các tiểu thùy với hình dạng bất quy tắc; mỗi tiểu thùy sẽ có các tuyến phế nang và ống dẫn sữa chạy tới núm vú. Ngăn cách giữa các tiểu thùy là các mô liên kết dày với nhiệm vụ nâng đỡ tuyến vú và cố định tuyến này với các mô nằm trên cơ ngực lớn. Ngoài ra, các mô liên kết khác đan lại với nhau tạo thành các sợi, được gọi là dây chằng treo vú Cooper, bắt đầu từ dưới lớp da, kéo dài đến các mô ngực để nâng đỡ trọng lượng của vú. Yếu tố di truyền và số lượng mô mỡ quyết định kích thước của vú.
Đàn ông thường cảm thấy bị hấp dẫn bới vú của nữ giới và điều này vẫn đúng ở nhiều nền văn hoá khác nhau. Ở phụ nữ, sự kích thích đầu vú dường như sẽ dẫn đến sự kích hoạt vùng cảm giác đối với các cơ quan sinh dục ở vỏ não (tương tự, khi kích thích âm vật, âm đạo, và cổ tử cung thì vùng cảm giác này của não cũng sẽ được kích hoạt). Điều này có thể trả lời cho câu hỏi tại sao nhiều phụ nữ cảm thấy hưng phấn khi được kích thích đầu vú và lý giải cho việc chỉ cần thông qua kích thích đầu vú, một số phụ nữ đã có thể đạt đến cực khoái.

##### Giải phẫu cơ quan sinh dục bên trong ở nữ

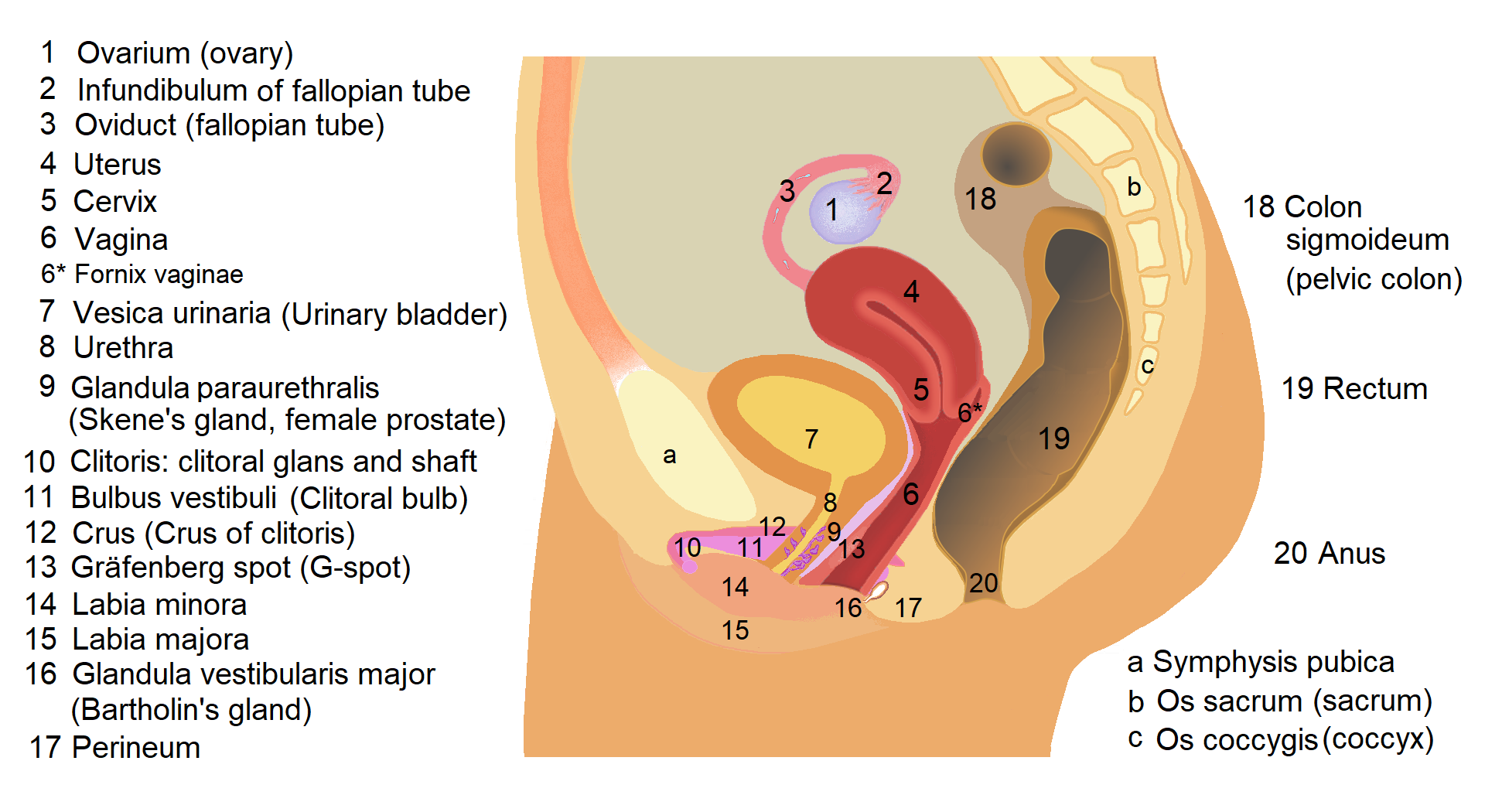
Hệ thống sinh sản nữ.

Các cơ quan sinh sản bên trong của nữ giới bao gồm: âm đạo, tử cung, ống dẫn trứng và buồng trứng. Âm đạo là một đường ống giống dạng vỏ dao, kéo dài từ âm hộ đến cổ tử cung. Âm đạo tiếp nhận dương vật trong giao hợp; đồng thời, đây cũng là nơi mà tinh trùng lưu lại. Âm đạo còn là đường sinh con tự nhiên; trong quá trình chuyển dạ và sinh nở, âm đạo có thể giãn nở tới 10 cm (3,9 in). Âm đạo nằm giữa bàng quang và trực tràng. Thông thường, âm đạo sẽ khép, thu hẹp lại. Tuy nhiên khi có hưng phấn tình dục, âm đạo sẽ mở ra, dài ra và sản sinh ra dịch bôi trơn để cho phép đưa dương vật tiến vào. Thành âm đạo được cấu thành từ ba lớp; các vi khuẩn tự nhiên bên trong âm đạo ngăn chặn sự sinh sôi của nấm men.  Điểm G, được đặt theo tên của tiến sĩ Ernst Gräfenberg - người đầu tiên công bố về vị trí này vào năm 1950, có khả năng nằm ở thành âm đạo phía trên và có thể gây ra cực khoái tình dục. Tùy vào cơ địa của từng người, vùng này có thể có khác biệt về kích thước, thậm chí vị trí; và vẫn có ngoại lệ không có điểm G ở một số phụ nữ. Nhiều nhà khoa học vẫn tranh cãi cũng như hoài nghi về cấu trúc và sự tồn tại của điểm G, hoặc cho rằng đây chỉ là một phần mở rộng của âm vật.
Tử cung hay dạ con là một cơ quan rỗng, được cấu thành tử các cơ. Đây là nơi mà trứng (noãn) đã được thụ tinh sẽ làm tổ và phát triển thành bào thai. Tử cung nằm trong khoang chậu giữa bàng quang và ruột, phía trên âm đạo. Tử cung thường ở tư thế nghiêng 90 độ ra phía trước, mặc dù ở khoảng 20% phụ nữ có cơ quan này nghiêng về phía sau. Tử cung có ba lớp; lớp trong cùng chính là là niêm mạc tử cung, nơi hợp tử được làm tổ. Trong thời kỳ rụng trứng (phóng noãn), lớp niêm mạc tử cung sẽ dày lên, sẵn sàng cho việc trứng thụ tinh (hợp tử) làm tổ. Nếu việc thụ thai không diễn ra, tử cung sẽ loại bỏ lớp niêm mạc này thông qua kì kinh nguyệt. Cổ tử cung là đoạn hẹp nhất và thấp nhất của tử cung. Phần vòm rộng của tử cung được gọi là đáy tử cung.
Trong thời kỳ rụng trứng (phóng noạn), noãn (trứng) sẽ được di chuyển từ ống dẫn trứng xuống tử cung. Từ hai bên tử cung, các ống dẫn trứng này có độ dài khoảng 4 inch (10 cm). Đoạn cuối của ống dẫn trứng là các tua như những ngón tay; các tua này vươn tới, quét qua buồng trứng để hứng lấy noãn (trứng) được giải phóng. Sau đó, các noãn (trứng) mất từ ba đến bốn ngày để di chuyển xuống tử cung. Sau khi quan hệ tình dục, tinh trùng bơi từ tử cung lên để gặp trứng tại phần phễu của ống dẫn trứng. Lớp niêm mạc và dịch được tiết ra của ống dẫn trứng giúp duy trì sự tồn tại của noãn (trứng) và tinh trùng, thúc đẩy sự thụ tinh diễn ra, cũng như nuôi dưỡng noãn (trứng) xuống đến tử cung. Sau khi được thụ tinh, nếu noãn (trứng) tách thành hai thì sinh đôi cùng trứng (sinh đôi giống hệt nhau) sẽ được tạo nên. Trong trường hợp hai noãn (trứng) khác nhau được thụ tinh bởi hai tinh trùng khác nhau, người mẹ sẽ sinh hạ sinh đôi khác trứng (sinh đôi không giống nhau) hay còn gọi là sinh đôi anh em.
Tương tự tinh hoàn, buồng trứng (tuyến sinh dục nữ) cũng phát triển từ các mô phôi. Buồng trứng được treo cố định bằng các dây chằng; các noãn cũng được lưu trữ và phát triển ở đây trước khi đến kì rụng trứng. Buồng trứng cũng sản sinh ra các hormone nữ là progesterone và estrogen. Trong buồng trứng, mỗi noãn (trứng) sẽ được bao bọc bởi các loại tế bào khác; tất cả chứa trong một lớp vỏ được gọi là nang trứng (noãn) sơ cấp. Khi đến tuổi dậy thì, sẽ có một hoặc nhiều hơn một nang được kích hoạt để phát triển hàng tháng, trở thành nang trưởng thành.  Hệ sinh sản nữ không tạo ra các noãn (trứng). Khi vừa sinh ra, bé gái có khoảng 60.000 noãn (trứng), nhưng chỉ 400 noãn (trứng) trong số đó sẽ trưởng thành trong suốt quãng đời của người phụ nữ.
Sự rụng trứng dựa trên một chu kỳ hàng tháng, ngày thứ 14 sẽ là ngày dễ thụ thai nhất. Từ ngày thứ nhất đến ngày thứ 4, kinh nguyệt và sự sản sinh hormone estrogen and progesterone giảm dần, lớp niêm mạc tử cung cũng mỏng đi. Trong 3 đến 6 ngày tiếp theo, niêm mạc tử cung sẽ dần bong ra và bị đào thải khỏi cơ thể. Khi kinh nguyệt kết thúc, chu kỳ lại lặp lại với sự gia tăng mạnh của hormone kích thích nang trứng (FSH) được tiết ra từ tuyến yên. Giai đoạn tiền rụng trứng (phóng noãn) sẽ rơi vào ngày thứ 5 đến ngày thứ 13. Trong giai đoạn này, tuyến yên sẽ tiết ra hormone kích thích nang trứng (FSH). Lúc này, sự ức chế ngược diễn ra khi nang noãn được kích thích, tiết ra hormone estrogen ngăn FSH được tiết ra. Do nồng độ FSH bị hạ xuống mức cực thấp, chỉ có một nang noãn "sở hữu" được nhiều FSH mới có thể tiếp tục phát triển, trở thành nang trưởng thành (nang de Graaf); điều này giới hạn số lượng noãn được phóng ra. Không chỉ giúp lớp niêm mạc tử cung dày lên, hormone estrogen còn tác động đến tuyến yên, khiến tuyến yên phóng thích ra một lượng lớn hormone luteinizing (LH) - kích thích sự rụng trứng (phóng noãn) diễn ra.
Vào ngày thứ 14, nồng độ LH đạt đến ngưỡng cực đỉnh khiến cho nang noãn trưởng thành (nang de Graaf) trồi lên khỏi bề mặt buồng trứng. Nang noãn vỡ ra và noãn (trứng) chín được phóng vào khoang bụng. Các tua ở phía cuối của ống dẫn trứng bắt lấy noãn. Khi này, dịch nhầy của cổ tử cung cũng sẽ có sự thay đổi để giúp tinh trùng dịch chuyển dễ dàng hơn. Từ ngày thứ 15 đến ngày thứ 28, diễn ra giai đoạn hậu rụng trứng (phóng noãn), phần còn lại nang noãn trở thành hoàng thể và tiếp tục sản sinh ra estrogen. Bên cạnh estrogen, một hormone đặc hữu của hoàng thể cũng được tiết ra, chính là progesterone. Sự tăng lên của lượng progesterone ức chế lượng LH được tiết ra. Niêm mạc tử cung dày lên sẵn sàng cho hợp tự làm tổ; lúc này, noãn (trứng) cũng sẽ di chuyển từ ống dẫn trứng xuống tử cung. Trong trường hợp noãn (trứng) không được thụ tinh và làm tổ, kỳ kinh nguyệt sẽ bắt đầu.

### Chu kỳ đáp ứng tình dục ở con người
Chu kỳ đáp ứng tình dục là một mô hình được dùng để miêu tả các phản ứng sinh lý xảy ra trong hoạt động tình dục của con người. Mô hình này được xây dựng bởi William Masters và Virginia Johnson.. Theo quan điểm của Masters và Johnson, chu kỳ đáp ứng tình dục bao gồm 4 giai đoạn: hưng phấn (excitement), cao trào (plateau, hay còn được gọi là "cao nguyên"), cực khoái (orgasm), và hồi phục (resolution, hay còn được gọi là "phân giải"); ngoài ra, chu kỳ đáp ứng tình dục còn được biết đến với tên gọi Mô hình EPOR. Trong giai đoạn hưng phấn, cá nhân đạt được các động lực thiết yếu thúc đẩy việc quan hệ tình dục. Sau giai đoạn hưng phấn, trước giai đoạn cực khoái chính là cao trào. Trong giai đoạn này, ở nam sẽ diễn ra các biến đổi về sinh học là chủ yếu. Giai đoạn này ở nữ đa số sẽ là các biến đổi về tâm lý. Giai đoạn cực khoái chính là sự giải phóng các hưng phấn, khoái cảm tình dục đã được tích luỹ; và giai đoạn hồi phục chính là trạng thái không còn các kích thích, cơ thể thư giãn để trở về điểm trước khi chu kỳ bắt đầu.
Chu kỳ đáp ứng tình dục ở nam giới bắt đầu ở giai đoạn hưng phấn; lúc này, trung khu thần kinh chịu trách nhiệm điều khiển sự cương cứng. Hiện tượng co mạch máu trong dương vật xuất hiện, nhịp tim tăng lên, bìu dái dày lên, thừng tinh co ngắn lại, và máu dồn xuống khiến tinh hoàn căng lên, trở nên cương cứng. Đến giai đoạn cao trào, đường kính của dương vật sẽ tăng lên, tinh hoàn trở nên căng cứng hơn, và tuyến hành niệu đạo (Cowper) sẽ tiết ra dịch nhờn trước xuất tinh. Giai đoạn cực khoái, cùng với các cơn co thắt diễn ra nhịp nhàng mỗi 0.8 giây, bao gồm 2 kỳ nhỏ hơn. Trong kỳ lan tỏa, các cơn co thắt diễn ra ở ống dẫn tinh, tuyến tiền liệt, và túi tinh; điều này kích thích diễn ra sự xuất tinh - kỳ thứ hai của giai đoạn cực khoái. Xuất tinh còn được gọi là kỳ giải phóng; một người chỉ có thể xuất tinh khi đã đạt đến cực khoái. Trong giai đoạn hồi phục, nam giới ở trong trạng thái thư giãn, không còn các kích thích. Trước khi chu kỳ phản ứng tình dục mới bắt đầu, cá nhân phải trải qua thời gian trơ (thời kỳ chịu lửa) - một phần của giai đoạn hồi phục. Độ tuổi càng lớn thì thời gian trơ cần cho việc phục hồi càng kéo dài.
Ở nữ giới, giai đoạn hưng phấn cũng là giai đoạn đầu tiên của chu kỳ đáp ứng tình dục và có thể kéo dài từ vài phút đến vài giờ đồng hồ. Đặc trưng của giai đoạn này chính là sự gia tăng nhịp tim, nhịp thở, và huyết áp. Da sẽ ửng hồng hoặc các đốm đỏ có thể xuất hiện trên ngực và lưng; kích cỡ của ngực tăng nhẹ, núm vú trở nên cứng và cương lên. Sự căng các mô của cơ thể diễn ra khiến cho âm vật, môi nhỏ, và âm đạo sưng lên. Các cơ vòng xung quanh lỗ vào âm đạo cũng sẽ căng chặt lại, tử cung nâng lên và có sự phát triển về kích thước. Thành âm đạo bắt đầu tiết ra dịch bôi trơn. Giai đoạn thứ hai sẽ là giai đoạn cao trào; đặc trưng của giai đoạn này là sự tiếp nối và tăng cường các biến đổi đã diễn ra ở giai đoạn hưng phấn. Cực khoái không chỉ là kết quả của giai đoạn cao trào  mà còn là mở đầu của giai đoạn hồi phục - sự đảo ngược của các biến đổi đã xuất hiện ở giai đoạn hưng phấn ban đầu. Trong giai đoạn cực khoái, nhịp tim, huyết áp, sự căng cơ, và nhịp thở đạt đến giá trị cực đỉnh. Ở cơ chậu gần âm đạo, cơ vòng hậu môn, và tử cung xảy ra sự co thắt. Mặc dù âm vật là tâm điểm hình thành sự cực khoái nhưng sự co cơ ở khu vực âm đạo cũng tạo nên vui sướng cực độ.

### Rối loạn chức năng tình dục và các vấn đề tình dục thường gặp
Theo DSM-IV-TR (Cẩm nang Chẩn đoán và Thống kê các Rối loạn tâm thần), rối loạn tình dục là các chướng ngại hiện hữu trong ham muốn tình dục và các biến đổi tâm sinh lý. Biểu lộ sự đặc trưng thông chu kỳ đáp ứng tình dục, các rối loạn tình dục sẽ gây ra các cơn đau, sự lo lắng, nỗi buồn rõ rệt cũng như khó khăn trong việc tương tác giữa các cá nhân. Rối loạn chức năng tình dục là hệ quả của các rối loạn thể chất lẫn tâm lý. Các tác nhân về thể chất bao gồm mất cân bằng hormone, tiểu đường, các bệnh tim mạch, v. v. Các tác nhân về tâm lý gồm có căng thẳng, lo âu, trầm cảm, v. v. Rối loạn chức năng tình dục có thể xuất hiện ở cả nam và nữ. Ở phụ nữ, có bốn loại rối loạn tình dục chính: rối loạn ham muốn tình dục, rối loạn hưng phấn tình dục, rối loạn cực khoái tình dục, và rối loạn đau khi quan hệ tình dục. Rối loạn ham muốn tình dục xuất hiện trong trường hợp cá nhân suy giảm ham muốn tình dục, mức độ ham muốn thấp hoặc không có; nguyên nhân của tình trạng có thể đến từ sự thay đổi hormone, trầm cảm, hoặc mang thai. Rối loạn hưng phấn tình dục cũng là một loại rối loạn chức năng tình dục chính ở phụ nữ. Rối loạn này xảy ra khi âm đạo không tiết đủ chất nhờn hoặc cá nhân gặp phải các vấn đề về lưu thông máu. Một rối loạn chức năng tình dục khác thường thấy ở phụ nữ chính là chính là rối loạn cực khoái tình dục, hay khó hoặc không đạt được cực khoái tình dục. Có thể bắt gặp rối loạn khoái cảm tình dục tình dục ở những phụ nữ mắc các vấn đề về rối loạn tâm lý, ví dụ như chịu đựng cảm giác tội lỗi và lo âu do họ từng là nạn nhân của tấn công tình dục. Rối loạn tình dục cuối cùng chính là cảm thấy đau khi quan hệ tình dục. Các tác nhân có thể kể đến của tình trạng này gồm: sưng vùng chậu, sẹo sau chấn thương, các bệnh lây truyền qua đường tình dục (STDs), v. v.
Ở nam giới, có ba loại rối loạn tình dục thường gặp, bao gồm: rối loạn ham muốn tình dục, rối loạn xuất tinh, và rối loạn cương dương. Sự thiếu ham muốn tình dục ở nam giới là kết quả của việc mất đi các ham muốn, động lực để quan hệ tình dục, cũng như nồng độ testosterone thấp. Ngoài ra, các tác nhân tâm lý như lo âu, và trầm cảm cũng có thể góp phần dẫn đến tình trạng trên. Chứng rối loạn tình dục phổ biến tiếp theo là rối loạn xuất tinh; rối loạn này có 3 trường hợp điển hình, gồm: xuất tinh ngược, xuất tinh chậm, và xuất tinh sớm. Và rối loạn cương dương xảy ra trong trường hợp dương vật không thể cương cứng hoặc không thể duy trì sự cương cứng trong lúc quan hệ tình dục.

## Khía cạnh tâm lý học
Là một dạng hành vi, những khía cạnh tâm lý của các biểu hiện tính dục đã được nghiên cứu trong bối cảnh liên quan đến tình cảm, bản dạng giới, sự tương tác gần gũi mật thiết giữa các cá nhân với nhau và hiệu quả sinh sản theo thuyết Darwin. Tính dục ở con người tạo ra những phản ứng tâm lý và tình cảm sâu sắc. Một số nhà lý luận học xác định tính dục là nguồn gốc trung tâm của nhân cách con người. Các nghiên cứu tâm lý về tính dục tập trung vào những yếu tố tâm lý ảnh hưởng đến hành vi và trải nghiệm tình dục. Các phân tích tâm lý ban đầu được thực hiện bởi Sigmund Freud, người tin vào phương pháp phân tâm học. Ông cũng đề xuất các khái niệm về sự phát triển tâm lý và phức cảm Oedipus, và một số các lý thuyết khác.
Bản dạng giới là sự tự nhận thức của một người về giới của chính họ, cho dù là nam, nữ hay phi nhị nguyên giới. Bản dạng giới có thể tương đồng với giới tính được chỉ định khi sinh hoặc có thể khác với giới tính đó. Tất cả các xã hội đều có một tập hợp các phạm trù giới có thể làm cơ sở hình thành bản sắc xã hội của một người trong mối quan hệ với những người khác trong xã hội.
Hành vi tình dục và các mối quan hệ thân mật bị ảnh hưởng mạnh bởi xu hướng tính dục cá nhân.
Xu hướng tính dục là sự hấp dẫn lâu dài về mặt tình cảm hoặc tình dục (hoặc cả hai) đối với những người khác giới, cùng giới hoặc cả hai giới. Những người dị tính bị thu hút về mặt tình cảm/tình dục với các thành viên khác giới, những người đồng tính nam và đồng tính nữ bị thu hút về tình cảm/tình dục với những người cùng giới tính, và những người song tính bị thu hút về tình cảm/tình dục đối với cả hai giới.
Quan niệm sai lầm rằng đồng tính luyến ái hệ quả của sự đảo lộn vai trò giới được củng cố bởi các phương tiện truyền thông khi họ miêu tả đồng tính nam là yếu ớt ẻo là và đồng tính nữ là nam tính. Tuy nhiên, sự hợp hay không hợp với định kiến giới của một người không phải lúc nào cũng thể hiện đúng về xu hướng tình dục của họ. Xã hội tin rằng nếu một người đàn ông nam tính thì anh ta là người dị tính, và nếu một người đàn ông nữ tính thì anh ta là đồng tính. Không có bằng chứng chắc chắn rằng xu hướng đồng tính hoặc song tính phải gắn liền với các vai trò giới không điển hình. Đến đầu thế kỷ 21, đồng tính không còn được coi là một bệnh lý nữa. Các lý thuyết đã liên kết các yếu tố, bao gồm di truyền, giải phẫu, thứ tự sinh và hormone trong môi trường trước khi sinh, với xu hướng đồng tính.
Ngoài nhu cầu sinh sản, còn có nhiều lý do khác khiến người ta quan hệ tình dục. Theo một nghiên cứu được thực hiện trên sinh viên đại học (Meston & Buss, 2007), bốn lý do chính cho các hoạt động tình dục là: sự hấp dẫn thể chất, cách để kết thúc một tình trạng (một tình huống/tình trạng nào đó), để tăng kết nối cảm xúc và giảm bớt sự bất an.

## Giới tính và độ tuổi

### Tình dục ở trẻ em
Trước khi Sigmund Freud xuất bản Ba tiểu luận về Lý thuyết tính dục vào năm 1905, trẻ em thường được cho là vô tính, không có khái niệm về tình dục cho đến khi trưởng thành sau này. Sigmund Freud là một trong những nhà nghiên cứu đầu tiên coi trọng vấn đề tính dục ở trẻ em. Những ý tưởng của ông, chẳng hạn như sự phát triển tâm lý và phức cảm Oedipus, đã gây ra nhiều tranh luận nhưng thừa nhận sự tồn tại của tính dục ở trẻ em là một bước phát triển quan trọng.
Freud cho rằng tính dục đóng một vai trò quan trọng trong cuộc sống, hành động và hành vi của con người; ông cho biết ham muốn tình dục tồn tại và có thể được nhận thấy ở trẻ em ngay từ khi mới sinh. Ông giải thích điều này trong lý thuyết về tình dục ở trẻ sơ sinh của mình và nói rằng ham muốn tình dục là động lực thúc đẩy quan trọng nhất trong cuộc sống của người trưởng thành. Freud đã viết về tầm quan trọng của mối quan hệ giữa các cá nhân đối với sự phát triển tình dục và cảm xúc của một người. Ngay từ khi sinh ra, mối liên hệ của người mẹ với trẻ sơ sinh đã ảnh hưởng đến sự thích thú và gắn bó sau này của trẻ. Freud đã mô tả hai dòng chảy của đời sống tình cảm; một là dòng tình cảm, bao gồm mối quan hệ của chúng ta với những người quan trọng trong cuộc sống; và một dòng khoái cảm, bao gồm các mong muốn của chúng ta để thỏa mãn những nhu cầu tình dục. Trong thời kỳ niên thiếu, một người trẻ thường cố gắng dung hòa hai dòng cảm xúc này.
Alfred Kinsey cũng đã nghiên cứu về tình dục ở trẻ em trong Báo cáo Kinsey của mình. Trẻ em bẩm sinh tò mò về cơ thể và chức năng tình dục của chúng. Ví dụ, chúng tự hỏi em bé đến từ đâu, chúng nhận thấy sự khác biệt giữa nam và nữ, và tò mò về bộ phận sinh dục, điều này thường bị nhầm lẫn với thủ dâm. Trò chơi tính dục ở trẻ em, còn được gọi là chơi bác sĩ, bao gồm quan sát hoặc kiểm tra bộ phận sinh dục. Nhiều trẻ em tham gia một số trò chơi liên quan đến tính dục, thường là với anh chị em hoặc bạn bè. Điều này thường giảm khi trẻ lớn dần, nhưng sau đó chúng có thể bắt đầu có thu hút tình cảm với bạn bè cùng lứa. Mức độ tò mò vẫn cao trong những năm này, nhưng sự gia tăng hứng thú vượt bực về tình dục thường xảy ra ở tuổi vị thành niên.

### Tính dục ở tuổi trưởng thành
Tính dục của người trưởng thành đã hình thành từ thời thơ ấu. Tuy nhiên, cũng như nhiều năng lực khác của con người, tính dục không cố định mà tự trưởng thành và phát triển. Định kiến phổ biến liên quan đến người lớn tuổi là họ có xu hướng mất hứng thú và khả năng quan hệ tình dục khi đến tuổi trung niên. Quan niệm sai lầm này được củng cố bởi văn hóa đại chúng phương Tây, vốn thường chế nhạo những người lớn tuổi cố gắng tham gia vào các hoạt động tình dục. Tuổi tác không phải lúc nào cũng ảnh hưởng đến nhu cầu hoặc mong muốn quan hệ tình dục. Một số cặp vợ chồng trong một mối quan hệ lâu dài cho thấy rằng tần suất hoạt động tình dục của họ giảm dần theo thời gian và cách thể hiện sự ham muốn cũng có thể thay đổi, nhưng nhiều cặp vợ chồng khác lại cảm thấy sự gần gũi và tình cảm giữa hai người tăng lên.

## Khía cạnh tâm lý xã hội

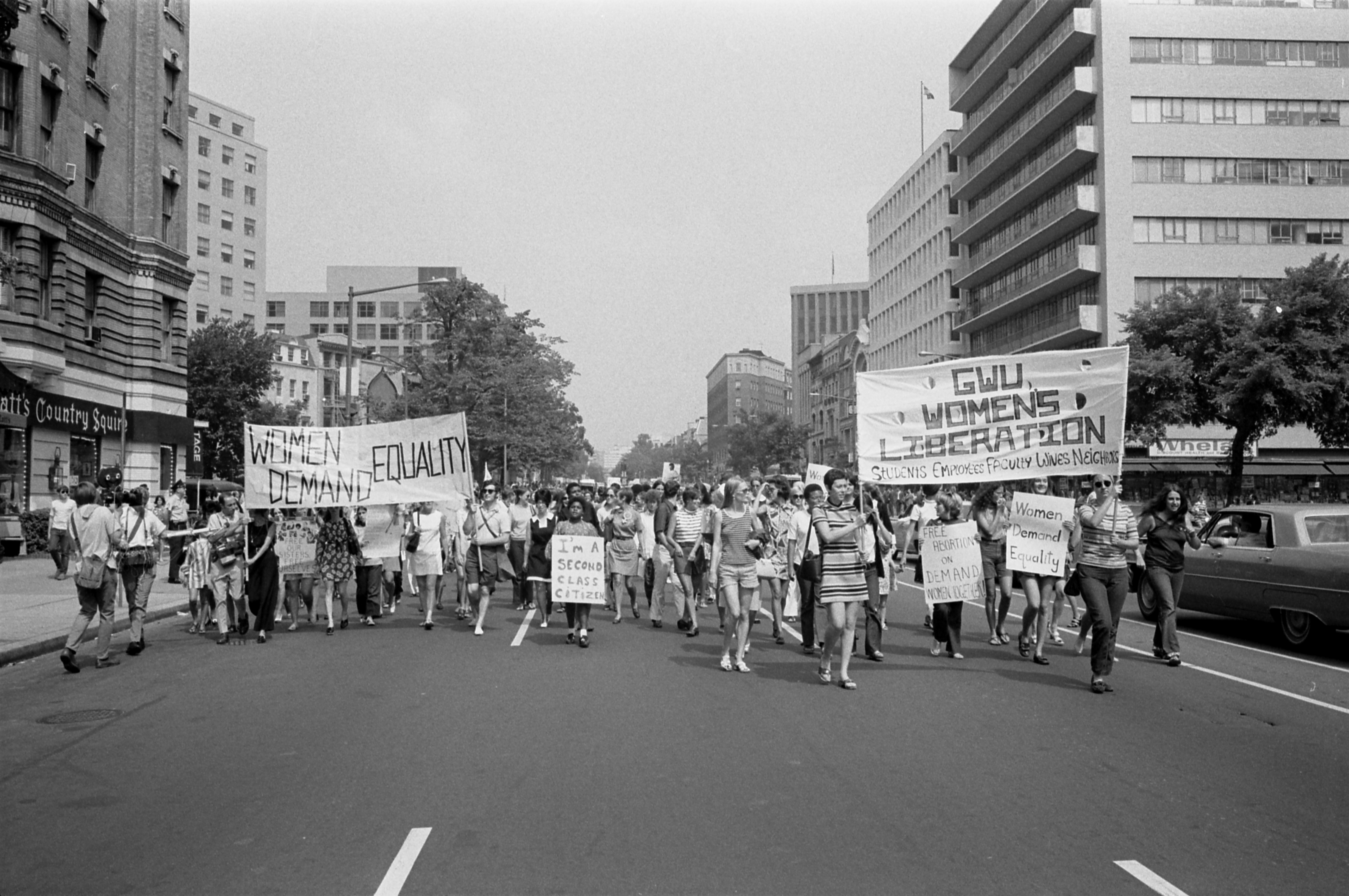
Một cuộc tuần hành Giải phóng Phụ nữ ở Washington, DC, Hoa Kỳ, tháng 8 năm 1970. Tháng Ba từ Quảng trường Farrugut đến Công viên Lafayette.

Một cuộc tuần hành Giải phóng người đồng tính ở London, Vương quốc Anh, ca. Năm 1972. Biểu ngữ của Mặt trận Giải phóng Người đồng tính hiện ra. Địa điểm được cho là Quảng trường Trafalgar.

Tính dục của con người có thể được hiểu là một phần của đời sống xã hội loài người, và bị chi phối bởi các quy tắc ứng xử và hiện trạng xã hội. Điều này làm thu hẹp tầm nhìn của các nhóm trong xã hội. Bối cảnh văn hóa xã hội, bao gồm các tác động của chính trị và các phương tiện truyền thông đại chúng, ảnh hưởng và hình thành các chuẩn mực xã hội. Trong suốt lịch sử, các chuẩn mực xã hội luôn thay đổi và sẽ tiếp tục thay đổi nhờ vào các phong trào như: cách mạng tính dục và sự trỗi dậy của nữ quyền.

### Giáo dục giới tính
Độ tuổi và cách để dạy trẻ em về các vấn đề tính dục luôn là một vấn đề của giáo dục giới tính. Hệ thống trường học ở hầu hết các nước phát triển đều có một số hình thức giáo dục giới tính, nhưng bản chất của các vấn đề được đề cập rất khác nhau. Ở một số quốc gia, chẳng hạn như Úc và phần lớn các nước châu Âu, giáo dục giới tính phù hợp với lứa tuổi thường bắt đầu ở lứa tuổi mẫu giáo, trong khi các quốc gia khác giáo dục giới tính bắt đầu từ lứa tuổi thanh thiếu niên. Giáo dục giới tính bao gồm nhiều chủ đề như các khía cạnh thể chất, tinh thần và xã hội của hành vi tình dục. Vị trí địa lý cũng đóng một vai trò trong quan điểm của xã hội về độ tuổi thích hợp để trẻ em tìm hiểu về tình dục. Theo tạp chí TIME và CNN,
 74% thanh thiếu niên ở Hoa Kỳ báo cáo rằng những kiến thức về tình dục họ nhận được chủ yếu là từ bạn bè và các phương tiện thông tin, chỉ có 10% nhận được những kiến thức này từ cha mẹ hoặc một khóa học giáo dục giới tính.
Tại Hoa Kỳ, hầu hết các chương trình giáo dục giới tính đều khuyến khích tiết chế, kiềm chế bản thân trước những hoạt động tình dục. Ngược lại, mục đích chính của giáo dục giới tính toàn diện là khuyến khích học sinh tự chịu trách nhiệm về hành vi tình dục của mình và biết cách quan hệ tình dục an toàn, lành mạnh và thoải mái khi các em sẵn sàng làm điều đó.
Những người ủng hộ giáo dục giới tính tiết chế tin rằng việc giảng dạy một chương trình toàn diện sẽ khuyến khích thanh thiếu niên quan hệ tình dục, trong khi những người ủng hộ giáo dục giới tính toàn diện cho rằng nhiều thanh thiếu niên sẽ quan hệ tình dục bất chấp và cần được trang bị kiến thức về cách quan hệ tình dục có trách nhiệm. Theo dữ liệu từ cuộc Điều tra dọc quốc gia về thanh thiếu niên, nhiều thanh thiếu niên có ý định tiết chế nhưng không thành, và khi những thanh thiếu niên này quan hệ tình dục, họ thường không sử dụng các biện pháp tình dục an toàn như biện pháp tránh thai.

### Tình dục theo dòng lịch sử
Tính dục là một phần quan trọng, thiết yếu với sự tồn tại của con người trong suốt lịch sử. Dù ở nền văn minh nào, tính dục cũng đều bị chi phối thông qua những chuẩn mực, các đại diện, và hành vi.
Trước khi phát triển nông nghiệp, các nhóm săn bắt/hái lượm (H/G) và dân du mục đã sinh sống trên thế giới. Trong các nhóm này, một số tác động của chế độ phụ quyền đã tồn tại, nhưng có những dấu hiệu cho thấy phụ nữ là những người tham gia tích cực vào các hoạt động tình dục, với khả năng thương lượng của riêng họ. Nhóm người săn bắt/hái lượm này có những tiêu chuẩn tình dục ít bị hạn chế, chủ yếu tập trung đến khoái cảm và sự hưởng thụ, nhưng vẫn có những quy tắc và ràng buộc nhất định. Một số sự tập tục cơ bản hoặc các tiêu chuẩn quan trọng đối mặt với sức ép giữa việc thừa nhận khoái cảm, sự ham muốn hay chỉ vì nhu cầu sinh nở để duy trì trật tự xã hội và nòi giống. Các biểu tượng tình dục được sáng tạo và tôn thờ bởi nhóm người này.
Hai căng thẳng thường gặp trong xã hội H/G được thể hiện qua nghệ thuật của họ, trong đó nhấn mạnh đến tình dục và sức mạnh của nam giới, với xu hướng phổ biến là làm mờ ranh giới của giới trong các vấn đề tình dục. Một trong những ví dụ về khắc họa chế độ phụ quyền là thần thoại sáng tạo của người Ai Cập, trong đó thần mặt trời Atum thủ dâm dưới nước, tạo ra sông Nile. Trong thần thoại của người Sumer, tinh dịch của các vị thần đã lấp đầy con sông Tigris.  
Khi các xã hội nông nghiệp xuất hiện, khuôn khổ tình dục đã thay đổi theo những cách mà vẫn tiếp tục tồn tại trong nhiều thiên niên kỷ sau ở phần lớn châu Á, châu Phi, châu Âu và một phần châu Mỹ. Một đặc điểm chung mới của các xã hội này là sự giám sát tập thể đối với các hành vi tình dục do đô thị hóa, sự gia tăng dân số và mật độ dân số. Trẻ em thường chứng kiến cảnh cha mẹ quan hệ tình dục vì nhiều gia đình ở chung chỗ ngủ. Do quyền sở hữu đất đai, việc xác định cha của những đứa trẻ trở nên quan trọng, xã hội và cuộc sống gia đình chuyển sang chế độ phụ hệ. Những thay đổi này trong tư tưởng tình dục được sử dụng để kiểm soát tính nữ và để phân biệt các tiêu chuẩn theo giới tính. Với những hệ tư tưởng này, tính chiếm hữu và sự gia tăng ghen tuông đã xuất hiện. Việc thuần hóa các loài động vật tạo thời cơ cho hiện tượng quan hệ tình dục với động vật nảy sinh.
Hành vi tình dục này chủ yếu diễn ra ở nam giới và nhiều xã hội đã áp dụng các quy luật nghiêm khắc để chống lại nó. Những hành vi này cũng giải thích cho những hình tượng các sinh vật thần thoại nửa người, nửa động vật, và các trò thể thao giữa các nam thần và nữ thần với động vật. Trong khi vẫn giữ những tiền lệ của các nền văn minh trước đó, mỗi nền văn minh cổ điển đã thiết lập những cách tiếp cận khác biệt với vấn đề giới tính, qua nghệ thuật thể hiện vẻ đẹp tình dục và các hành vi đồng tính. Sự khác biệt này được miêu tả trong sách hướng dẫn tính dục, vốn khá phổ biến ở các nền văn minh ở Trung Quốc, Hy Lạp, La Mã, Ba Tư và Ấn Độ; mỗi quốc gia đều có lịch sử về tính dục riêng.
Trước thời Trung kỳ Trung cổ, các hành vi đồng tính dường như đã được các nhà thờ Thiên chúa giáo bỏ qua hoặc dung túng. Trong suốt thế kỷ 12, các hành vi thù địch đối với người đồng tính bắt đầu lan rộng khắp các cơ sở tôn giáo và thế tục. Vào cuối thế kỷ 19, nó được xem như một bệnh lý.
Trong thời kì đầu của cuộc cách mạng công nghiệp thế kỷ 18 và 19, nhiều thay đổi về tiêu chuẩn tình dục đã xảy ra. cuộc cách mạng công nghiệp thế kỷ 18 và 19, nhiều thay đổi về tiêu chuẩn tình dục đã diễn ra. Các thiết bị tránh thai nhân tạo mới, ấn tượng, như bao cao su và màng ngăn đã được ra mắt. Các bác sĩ bắt đầu có một vai trò mới trong các vấn đề tình dục, đặc biệt lời khuyên của họ là rất quan trọng đối với đạo đức và sức khỏe tình dục. Ngành công nghiệp phim khiêu dâm ngày càng phát triển và Nhật Bản đã thông qua bộ luật đầu tiên phản đối người đồng tính. Với các xã hội phương Tây, định nghĩa về đồng tính liên tục thay đổi; ảnh hưởng của phương Tây đến các nền văn hóa khác trở nên phổ biến hơn. Sự giao thoa mới đã hình thành những vấn đề nghiêm trọng xung quanh tính dục và truyền thống tình dục. Cũng có những thay đổi lớn trong hành vi tình dục. Trong thời kỳ này, tuổi dậy thì bắt đầu xảy ra ở lứa tuổi nhỏ hơn so với trước kia, do đó, hình thành sự quan tâm mới đến tuổi vị thành niên - một thời điểm dễ có nhầm lẫn và những nguy cơ mới về tình dục. Cũng có sự thay đổi mới về mục đích của hôn nhân; nó ngày càng được coi là minh chứng của tình yêu hơn là chỉ vì kinh tế và duy trì nòi giống.
Havelock Ellis và Sigmund Freud đã đưa ra nhiều quan điểm hơn về người đồng tính; Ellis nói rằng đồng tính là bẩm sinh và do đó không phải là hành vi vô đạo đức. Freud lại nói rằng tất cả mọi người đều có thể là dị tính hoặc đồng tính; xu hướng tính dục không phải là bẩm sinh. Theo Freud, xu hướng tính dục của một người phụ thuộc vào độ phân giải của phức cảm Oedipus. Ông cho biết đồng tính nam xảy ra khi một cậu bé có một người cha độc đoán, lạnh nhạt với người mẹ và chuyển sang muốn nhận được tình yêu và sự chú ý từ người cha, và sau đó là nam giới nói chung. Ông nói rằng đồng tính nữ hình thành khi một cô gái yêu người mẹ và đồng nhất hóa bản thân với người cha, và ngày càng trở nên gắn bó ở giai đoạn đó.
Alfred Kinsey đã khởi xướng kỷ nguyên nghiên cứu tính dục hiện đại. Ông thu thập dữ liệu từ các bảng câu hỏi đưa ra cho các sinh viên của mình tại Đại học Indiana, nhưng sau đó chuyển sang phỏng vấn cá nhân về các hành vi tính dục. Kinsey và các đồng nghiệp của ông đã làm thống kê với 5.300 nam giới và 5.940 phụ nữ. Ông phát hiện ra rằng hầu hết mọi người đều thủ dâm, nhiều người quan hệ tình dục bằng miệng, phụ nữ có khả năng đạt cực khoái nhiều lần, và nhiều người đàn ông đã từng trải qua một số kiểu quan hệ tình dục đồng giới trong đời. Nhiều người tin rằng ông là người có ảnh hưởng lớn trong việc thay đổi thái độ của xã hội thế kỷ 20 về tình dục. Viện Nghiên cứu Tình dục, Giới tính và Sinh sản Kinsey tại Đại học Indiana  hiện vẫn là một trung tâm chính cho việc nghiên cứu tình dục của con người.
Trước William Masters, một bác sĩ, và Virginia Johnson, một nhà khoa học hành vi, nghiên cứu về giải phẫu và sinh lý của giới tính vẫn chỉ giới hạn trong các thí nghiệm với động vật. Masters và Johnson đã bắt đầu trực tiếp quan sát và ghi lại những phản ứng thể chất ở người tham gia vào hoạt động tình dục trong môi trường phòng thí nghiệm. Họ đã quan sát 10.000 lần quan hệ tình dục giữa 312 đàn ông và 382 phụ nữ. Điều này đã giúp tìm ra các phương pháp điều trị các vấn đề lâm sàng và bất thường. Masters và Johnson đã mở phòng khám trị liệu tính dục đầu tiên vào năm 1965. Năm 1970, họ mô tả các kỹ thuật trị liệu của mình trong cuốn sách của họ, Human Sexual Inadequacy.

Trong ấn bản đầu tiên của Cẩm nang Chẩn đoán và Thống kê Rối loạn tâm thần của Hiệp hội Tâm thần Hoa Kỳ đã phân loại đồng tính là một bệnh tâm thần, và cụ thể hơn là "rối loạn nhân cách chống đối xã hội". Quan niệm này vẫn được cho là cách hiểu khoa học nhất về đồng tính cho đến năm 1973 khi Hiệp hội Tâm thần Hoa Kỳ loại bỏ đồng tính khỏi danh sách chẩn đoán rối loạn tâm thần của họ. Thông qua nghiên cứu của mình về những người đàn ông dị tính và đồng tính, Evelyn Hooker tiết lộ rằng không có bất kì mối tương quan nào giữa đồng tính và sự bất ổn về tâm lý, và phát hiện của Evelyn Hooker đóng một vai trò quan trọng trong việc thay đổi quan điểm của cộng đồng khoa học rằng đồng tính là bệnh cần phải được điều trị hoặc chữa khỏi.

### Tính dục, chủ nghĩa thực dân và chủng tộc
Các thực dân xâm lược từ châu Âu biết tới những khái niệm tính dục mới vượt xa khỏi tiêu chuẩn thông thường của họ lần đầu vào năm 1516, khi nhà thám hiểm người Tây Ban Nha Vasco Nunez de Balboa tiếp xúc với những người bản xứ có các tập quán như vậy ở Trung Mỹ. Balboa gặp những người đàn ông trong trang phục phụ nữ, và hậu quả là ông đã để bầy chó của mình lấy mạng 40 người đàn ông như vậy chỉ vì sự khác biệt trong tính dục của họ. Ở Bắc Mỹ và Hoa Kỳ, những người châu Âu cũng sử dụng việc khiếu nại về sự phóng túng trong tính dục để biện minh cho hành vi phân biệt đối xử của họ đối với các nhóm chủng tộc và sắc tộc thiểu số.
Các học giả cũng tiến hành nghiên cứu về ảnh hưởng của chủ nghĩa thực dân tới khái niệm tính dục như hiện nay, và đưa ra giả thiết rằng khái niệm này đã bị thay đổi hoàn toàn so với thứ tồn tại trước khi bị tác động bởi nạn phân biệt chủng tộc và chế độ nô lệ.
Trong cuốn sách của mình, Kiến thức về tình dục và quyền lực hoàng gia: Giới, Chủng tộc và Đạo đức ở các nước thuộc địa châu Á (Carnal Knowledge and Imperial Power: Gender, Race, and Morality in Colonial Asia), Laura Stoler đã tiến hành nghiên cứu về cách thực dân Hà Lan kiểm soát quan hệ tình dục cũng như ra các sắc lệnh giới hạn việc quan hệ theo giới nhất định nhằm phân biệt giữa tầng lớp cai trị và bị trị, từ đó áp dụng chế độ chế độ thuộc địa lên người dân Indonesia.
Tại Mỹ, theo thống kê có khoảng 155 bộ lạc bản địa thừa nhận có những người hai tâm hồn trong bộ lạc của họ, tuy nhiên con số thực tế có thể còn nhiều hơn những gì được ghi chép. Những người này đã và vẫn luôn được coi là thành viên của các cộng đồng không nằm trong ranh giới phân giới nam - nữ của phương Tây, mà thiên về phạm trù của "giới thứ ba". Hệ thống phân giới này mâu thuẫn với cả hệ nhị phân về giới lẫn định kiến rằng giới và giới tính phải đồng nhất với nhau. Thay vì tuân theo các vai trò truyền thống của nam giới và phụ nữ, hai tinh thần lấp đầy một vị trí đặc biệt trong cộng đồng của họ.
Ví dụ, những người hai tâm hồn này thường được tôn trọng do có sở hữu trí tuệ và linh lực siêu phàm. Những người hai tâm hồn cũng được quyền kết hôn, bao gồm cả hôn nhân một vợ một chồng lẫn đa hôn. Trong lịch sử, những người khai hoang tới từ châu Âu từng coi các mối quan hệ của những người hai tâm hồn là quan hệ đồng giới, và do đó, họ tin rằng đạo đức của người bản địa là hạ đẳng hơn. Để thể hiện quan điểm của mình, họ bắt đầu áp đặt tín ngưỡng và thường thức của mình lên những người bản xứ, xóa bỏ vai vế của những người hai tâm hồn trong văn hóa bản địa. Cùng với việc đưa người bản xứ vào những khu bảo tồn khép kín, Bộ luật Tội phạm Tôn giáo ra đời đã đặc biệt "đả kích kịch liệt các phong tục tập quán về tình dục và hôn nhân của người bản xứ". Mục đích của những hành động này là nhằm đồng hóa người dân bản địa với những tư tưởng Âu - Mỹ về gia đình, tính dục, thể hiện giới, v.v.
Các nhà khoa học cũng đã nghiên cứu về mối quan hệ giữa ý nghĩa được định hình của tình dục với hệ tư tưởng của chủng tộc đó. Theo Joane Nagel, ý nghĩa của tình dục được định hình nhằm duy trì những ranh giới giữa các chủng tộc - sắc tộc - dân tộc bằng việc hạ thấp các nhóm "khác" và bằng các quy tắc về hành vi tình dục bên trong nội bộ nhóm. "Việc tuân thủ lẫn làm trái lại các cách hành xử đã được chấp thuận này, đều góp phần định nghĩa và củng cố cho các thể chế về chủng tộc, sắc tộc, và dân tộc", Nagel viết. Ở Mỹ, những người da màu cũng chịu ảnh hưởng của chế độ thực dân theo nhiều cách khác nhau với những khuôn mẫu điển hình như người vú em và người đàn bà dâm loạn Jazebel đối với phụ nữ da đen; hoa sen, rồng nữ với phụ nữ châu Á; và khuôn mẫu phụ nữ Latin "nóng bỏng". Những khuôn mẫu này đối nghịch với những chuẩn mực bảo thủ về tính dục, tạo ra một sự phân cực mà trong đó, các nhóm trong khuôn mẫu bị miêu tả theo cách thiếu tính "người" và nhiều tính "con" hơn. Một ví dụ về khuôn mẫu mang đầy đủ các tính chất từ phân biệt chủng tộc, phân chia giai cấp tới phân biệt giới tính có thể kể đến là nguyên mẫu về "nữ hoàng phúc lợi". Cathy Cohen miêu tả cách khuôn mẫu "nữ hoàng phúc lợi" tạo nên hình tượng quỷ hóa người phụ nữ da đen đơn thân, do họ đi chệch khỏi những quy ước thông thường về cấu trúc gia đình.

### Quyền về sinh sản và tình dục
Quyền về sinh sản và tình dục  bao trùm các khái niệm về việc áp dụng nhân quyền cho các vấn đề liên quan tới sinh sản và tính dục. Đây là một khái niệm khá mới mẻ, và còn gây tranh cãi do nó có liên hệ, trực tiếp và gián tiếp, tới các vấn đề như phòng tránh thai, quyền LGBT, nạo phá thai và giáo dục giới tính, quyền tự do khi chọn bạn đời, quyền tự do quyết định có tham gia vào hoạt động tình dục hay không, quyền toàn vẹn cơ thể, quyền lựa chọn có con hay không, và khi nào thì có con. Đây là những vấn đề mang tính toàn cầu, chúng tồn tại ở mọi nền văn hóa ở những mức độ nhất định, tuy vậy, sự hiện diện của chúng là khác nhau, tùy theo các bối cảnh khác nhau.
Trích lời chính phủ Thụy Điển, "quyền về tính dục bao hàm quyền cho phép mỗi người được quyền đưa ra những quyết định liên quan tới thân thể và tính dục của bản thân", đồng thời, "quyền sinh sản bao gồm quyền cho phép cá nhân được quyết định số lượng con cái họ sẽ có và thời điểm chúng ra đời". Những quyền này không hoàn toàn được thừa nhận ở mọi nền văn hóa, khi mà trên thế giới vẫn còn tồn tại phổ biến các hệ tư tưởng như tội danh hóa những hành vi như tình dục dưới sự đồng thuận (bao gồm nhưng không giới hạn các hoạt động tình dục đồng giới hoặc khác giới ngoài hôn nhân), chấp thuận hôn nhân cưỡng bức và tảo hôn, không tội danh hóa các hành vi tình dục không có sự đồng thuận (ví dụ như cưỡng hiếp trong hôn nhân), cắt âm vật, hoặc cản trở khả năng phòng tránh thai.

### Thành kiến đối với việc phòng tránh thai
Vào năm 1915, Emma Goldman và Margaret Sanger, người đứng đầu phong trào về kiểm soát sinh sản, đã thực hiện tuyên truyền thông tin liên quan tới việc ngừa thai nhằm phản đối lại các bộ luật đương thời có ý quỷ hóa hành vi này, chẳng hạn như bộ luật Comstock. Một trong những mục đích chính của họ là nhằm khẳng định rằng phong trào kiểm soát sinh sản sẽ góp phần giúp lấy lại quyền tự quyết của phụ nữ về vấn đề sinh nở và tài chính, đặc biệt với những ai không có đủ khả năng nuôi con, hoặc đơn giản hơn, không có ý định có con. Goldman và Sanger nhận thấy sự cần thiết của việc giáo dục người dân trước tình trạng các biện pháp tránh thai nhanh chóng bị rêu rao như một chiến thuật nhằm kiểm soát dân số do vốn là một chính sách có khả năng hạn chế việc sinh đẻ, bất chấp việc sự giới hạn này không ảnh hưởng tới hệ sinh thái, chính trị hay cục diện kinh tế. Sự thành kiến này nhắm vào phụ nữ thuộc những tầng lớp thấp, những người có nhu cầu tiếp cận với các biện pháp tránh thai nhất.
Sự bài trừ đối với kiểm soát sinh sản bắt đầu được nới lỏng vào năm 1936, khi tòa án phán xử vụ Hoa Kỳ và Một lô hàng tuyên bố rằng việc kê đơn thuốc tránh thai không còn là bất hợp pháp theo luật Comstock nếu như điều ấy nhằm cứu mạng người hoặc nhằm đảm bảo sức khỏe người đó. Mặc dù khi ấy vẫn tồn tại những ý kiến trái chiều về việc phụ nữ có nên được tiếp cận với các biện pháp kiểm soát sinh nở hay không, tới năm 1938, tại Mỹ đã có tới 347 phòng khám đảm nhiệm công việc này. Tuy nhiên, việc quảng cáo cho hoạt động này khi ấy vẫn là bất hợp pháp.
Sự phản đối này đã giảm nhanh chóng khi Đệ nhất Phu nhân Eleanor Roosevelt công khai thể hiện sự ủng hộ của bà đối với việc kiểm soát sinh sản xuyên suốt 4 nhiệm kỳ đương nhiệm của chồng bà (1933-1945). Tuy vậy, phải tới năm 1966, chính phủ Liên bang mới chính thức chi ngân sách cho hoạt động kế hoạch hóa gia đình và kiểm soát sinh sản, dưới lệnh của Tổng thống Lyndon B. Johnson. Việc cung cấp ngân sách này kéo dài tới sau năm 1970, theo chương trình Dịch vụ Kế hoạch hóa Gia đình và Đạo luật Nghiên cứu Dân số. Ngày nay, mọi gói bảo hiểm đề xuất bởi các Thương trường Bảo hiểm Y tế (Health Insurance Marketplace) đều bắt buộc phải bao trọn tất cả các biện pháp phòng tránh thai, bao gồm cả quy trình triệt sản, theo quy định của Đạo luật Chăm sóc Sức khỏe Hợp túi tiền thông qua bởi Tổng thống Barack Obama vào năm 2010.

### Sự tuyên truyền tiêu cực và tích cực trong cuộc khủng hoảng AIDS
Năm 1981 đánh dấu các ca bệnh AIDS đầu tiên được các bác sĩ chẩn đoán tại châu Phi. Dịch bệnh này đặc biệt gây ảnh hưởng về tạm thời lẫn lâu dài cho những người đồng tính và song tính nam, đặc biệt là những người da đen và Latinh trong cộng đồng. Chính quyền Reagan đã bị chỉ trích do sự thờ ơ trước đại dịch AIDS, và các đoạn ghi âm còn tiết lộ rằng thư ký báo chí của Ronald Reagan, Larry Speakes, còn nhìn nhận cơn đại dịch như một trò đùa, và thể hiện sự mỉa mai bằng cách gọi đó là "Bệnh dịch đồng tính nam". Cơn khủng hoảng này cũng kéo theo những sự kỳ thị nhất định dưới sự ảnh hưởng của tôn giáo. Ví dụ, Cardinal Krol từng lên tiếng rằng AIDS là "một sự trừng phạt đối với tội ác đồng tính luyến ái", làm rõ ý nghĩa cụ thể đằng sau việc Giáo hoàng nhắc tới "căn nguyên trong mặt đạo đức của AIDS".
Những tiếng nói tích cực xung quanh cuộc khủng hoảng AIDS tập trung vào việc đẩy mạnh tuyên truyền về quan hệ tình dục an toàn, từ đó nâng cao nhận thức rằng dịch bệnh này là có thể ngăn chặn được. Chiến dịch "Safe Sex is Hot Sex" (Tình dục an toàn là tình dục nóng bỏng) nhằm khuyến khích sử dụng bao cao su khi quan hệ là một ví dụ. Các chiến dịch của chính phủ Mỹ, ngược lại, lại có phần xa rời khỏi khuynh hướng ủng bộ quan hệ tình dục an toàn. Vào năm 1987, Quốc hội Hoa Kỳ thậm chí còn từ chối cung cấp ngân sách liên bang cho các chiến dịch về nhận thức mà "[thúc đẩy] hoặc [khuyến khích] các hành vi tình dục đồng giới, bất kể trực tiếp hay gián tiếp". Thay vào đó, các chiến dịch của chính phủ chủ yếu dựa theo chiến thuật gây hoang mang, từ đó nhằm duy trì nỗi sợ ở những người nam quan hệ với nam.
Bên cạnh các chiến dịch ngăn chặn, các nhà hoạt động cũng tìm cách chống lại những câu chuyện dẫn đến "cái chết xã hội" cho những người mắc bệnh AIDS. Những người đồng tính nam ở San Francisco và thành phố New York đã soạn thảo Bộ quy tắc ứng xử Denver, một bộ tài liệu đặt nền móng cho việc đấu tranh giành lại quyền lợi, quyền tự quyết, và phẩm giá cho người sống chung với AIDS.
Trong bài báo của mình mang tên "Sự xuất hiện của định danh đồng tính nam và các phong trào xã hội vì người đồng tính nam ở các nước đang phát triển" ("Emergence of Gay Identity and Gay Social Movements in Developing Countries"), Matthew Roberts đã bàn luận về cách các chiến dịch xuyên quốc gia về ngăn chặn AIDS đã giúp tạo cơ hội cho những người đồng tính nam được tương tác một cách cởi mở với những người đồng tính nam ở các nước khác. Chính sự tương tác này là tiền đề cho phép "văn hóa" đồng tính phương Tây được giới thiệu tới những người đồng tính nam ở những đất nước nơi mà đồng tính luyến ái chưa được coi là một sự định danh quan trọng. Nhờ đó, những người đứng ra thành lập nhóm cũng tự gắn mác bản thân là đồng tính nam nhiều hơn, tạo nền móng cho sự phát triển sâu rộng hơn của nhận thức về đồng tính tại các quốc gia khác nhau trên toàn thế giới.

## Hành vi tình dục

### Tổng quan về các hành vi và sức khỏe
Ở loài người, việc quan hệ tình dục lẫn các hoạt động tình dục nói chung đều được chứng minh là có lợi cho sức khỏe, chẳng hạn như cải thiện khả năng khứu giác, giảm căng thẳng và huyết áp, tăng cường hệ miễn dịch, và làm giảm nguy cơ mắc ung thư tuyến tiền liệt. Sự tiếp xúc về mặt tình dục và trạng thái cực khoái giúp tăng lượng oxytocin, hormone giúp gây dựng niềm tin giữa người với người.
Một nghiên cứu lâu năm trên 3,500 người trong độ tuổi từ 30 tới 101, thực hiện bởi bác sĩ tâm lý học thần kinh lâm sàng David Weeks, tiến sĩ ngành Y học, trưởng khoa Tâm lý học người cao tuổi tại Bệnh viện Hoàng gia Edinburgh ở Scotland, báo cáo rằng ông đã phát hiện "tình dục giúp bạn trông trẻ ra từ bốn tới bảy tuổi", dựa theo đánh giá khách quan về ảnh chụp của các đối tượng. Tuy nhiên, không rõ rằng đây có phải nhân tố duy nhất hay không, và những lợi ích này cũng có thể chỉ chịu ảnh hưởng gián tiếp từ tình dục và trực tiếp từ sự giảm thiểu căng thẳng, cảm giác thỏa mãn, cũng như khả năng ngủ ngon giấc hơn mà tình dục mang lại.
Quan hệ tình dục cũng có thể là một con đường truyền bệnh. Có 19 triệu trường hợp mới mắc các bệnh lây truyền qua đường tình dục (STD) hàng năm ở Mỹ, Tại Mỹ, mỗi năm có khoảng 19 triệu ca nhiễm mới mắc các bệnh lây qua đường tình dục (STD), trong khi con số này trên toàn thế giới là hơn 340 triệu ca. Hơn nửa số ca trong đó có bệnh nhân là thanh thiếu niên (từ 15 tới 24 tuổi). Cứ 4 cô gái ở tuổi vị thành niên ở Mỹ thì có ít nhất 1 người mắc một bệnh lây qua đường tình dục. Ở Mỹ, khoảng 30% số người trong độ tuổi từ 15 tới 17 đã từng quan hệ tình dục, nhưng chỉ 80% số người từ 15 tới 19 tuổi báo cáo rằng họ có sử dụng bao cao su cho lần quan hệ đầu tiên của mình. Một nghiên cứu cho thấy, hơn 75% phụ nữ trẻ trong độ tuổi từ 18 tới 25 cảm thấy họ có nguy cơ thấp bị mắc bệnh lây qua đường tình dục.

### Tạo dựng mối quan hệ

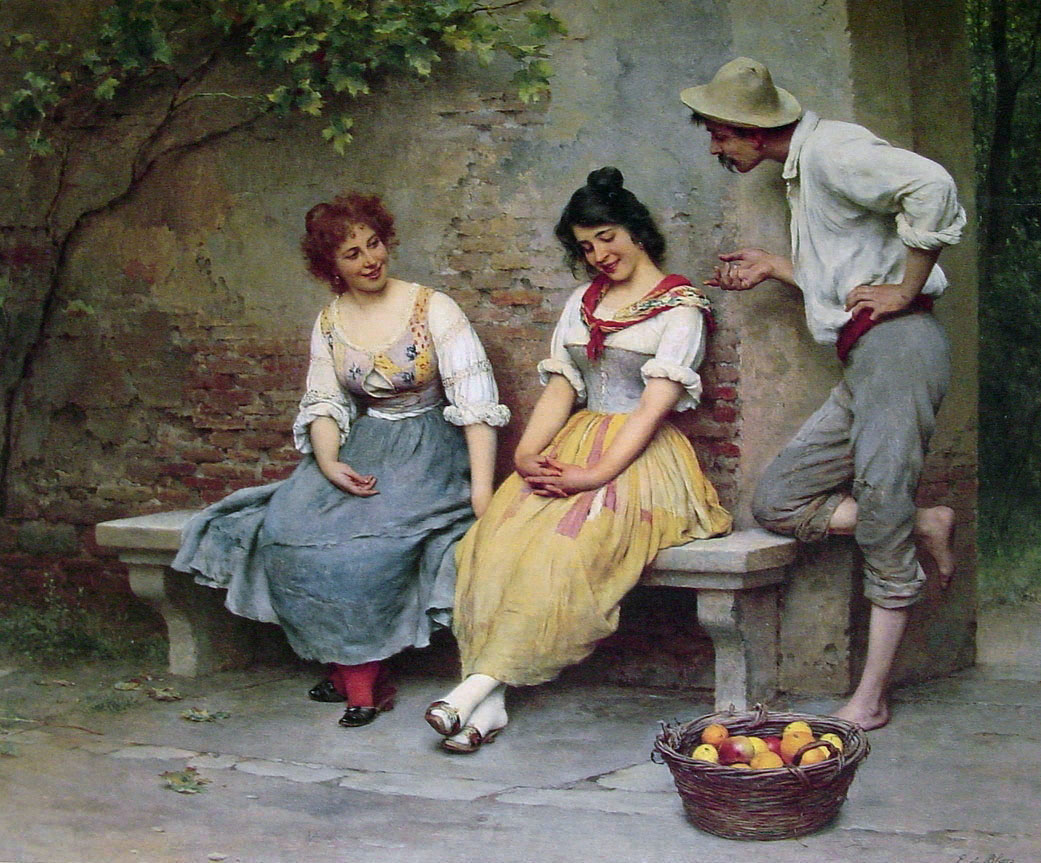
The Flirtation, Eugene de Blaas, 1904.

Trong vô thức lẫn một cách có chủ ý, con người luôn tìm cách hấp dẫn những người mà họ thấy có thể tạo dựng mối quan hệ sâu sắc. Hành động này có thể nhằm tìm kiếm sự đồng hành, duy trì nòi giống, hoặc nhằm tìm kiếm mối quan hệ thân mật lâu dài. Công việc này cần tới một quá trình tương tác mà ở đó, con người tìm và thu hút nửa kia lý tưởng, và duy trì mối quan hệ đó. Những quá trình này bao gồm việc hấp dẫn một hay nhiều bạn đời và duy trì sự hứng thú về mặt tình dục, và có thể bao gồm:
- Tán tỉnh, hành động thu hút sự chú ý của người khác về mặt tính dục nhằm thúc đẩy mối quan hệ tình cảm hoặc tình dục.Nó có thể bao gồm ngôn ngữ cơ thể, trò chuyện, bông đùa, hoặc tiếp xúc cơ thể nhẹ.[125] Tán tỉnh là một phương pháp thu hút bạn đời được xã hội chấp nhận. Có rất nhiều cách thức tán tỉnh khác nhau, và hầu hết mọi người thường sẽ có một cách tán tỉnh khiến họ thấy thoải mái nhất. Khi tán tỉnh, con người có thể lịch sự, bông đùa, hay có nhu cầu tiếp xúc cơ thể, v.v. Đôi khi cũng rất khó để có thể nhận biết được một người thực sự có hứng thú hay không.[126] Phong cách tán tỉnh cũng khác nhau qua các nền văn hóa. Các nền văn hóa khác nhau có những chuẩn mực xã giao khác nhau. Một vài ví dụ cho điều này là thời gian giao tiếp bằng mắt, hoặc khoảng cách đứng giữa hai người.[127]
- Quyến rũ, quá trình một người chủ tâm lôi kéo người khác tham gia vào hoạt động tình dục.[128] Người bạn đang quyến rũ thường sẽ không có những hành động này, trừ phi bị kích thích tình dục. Việc quyến rũ có thể được coi là tích cực lẫn tiêu cực. Do từ "quyến rũ" trong tiếng Anh (seduction) có nghĩa Latin là "làm cho lạc lối", từ ngữ này có thể mang nghĩa tiêu cực.[129]

### Hấp dẫn tình dục
Sự hấp dẫn tình dục là sự hấp dẫn trên cơ sở ham muốn tình dục hoặc đặc trưng của sự khơi gợi sự hứng thú. Sự hấp dẫn về mặt tình dục hoặc sự thích thú giới tính là khả năng bị hấp dẫn về mặt tình dục hoặc cảm xúc của một cá nhân đối với người khác, và là một yếu tố trong sự lựa chọn tình dục hoặc lựa chọn bạn đời. Sự thu hút có thể là về thể chất phẩm chất hoặc đặc điểm khác của một người, hoặc những phẩm chất mà họ bộc lộ trong từng hoàn cảnh. Sự thu hút có thể đối với ngoại hình hoặc hành động, giọng nói hay mùi hương của một người, bên cạnh những yếu tố khác. Sự thu hút có thể được tăng lên bởi trang sức, quần áo, nước hóa, độ dài tóc và kiểu tóc của một người, và bất cứ điều gì khác có thể thu hút sự hấp dẫn tình dục của người khác. Nó cũng có thể chịu ảnh hưởng bởi di truyền, tâm lý hoặc các yếu tố văn hóa của một người, hoặc đối với một số người, đó là những phẩm chất vô hình của một người. Sự hấp dẫn tình dục cũng là sự phản hồi phụ thuộc vào sự kết hợp giữa người sở hữu các phẩm chất và tiêu chí của người bị hấp dẫn.
Thêm vào đó, có những vô tính, họ không trải nghiệm sự hấp dẫn tình dục với cả hai giới, mặc dù họ có thể bị thu hút về mặt tình cảm (đồng ái, song ái hoặc dị ái). Sự hấp dẫn giữa cá nhân bao gồm những yếu tố như thể chất và sự đồng điệu về mặt tinh thần, sự thân quen hoặc việc sở hữu những ưu thế của những đặc điểm phổ biến hoặc quen thuộc, giống nhau, sự bù đắp, xu hướng thích người mình thích (reciprocal liking) và sự củng cố.
Khả năng dùng thể chất và những tiêu chí khác của một người để tạo sự hấp dẫn tình dục với người khác là cơ sở để họ sử dụng quảng cáo, video ca nhạc, ấm phẩm khiêu dâm, phim ảnh những phương tiện truyền thông hình ảnh khác, cũng như làm người mẫu, lao động tình dục và các nghề khác.

### Vấn đề pháp lý
Trên cầu hóa, các bộ luật quy định về tính dục con người theo một số cách, bao gồm hình sự hóa những hành vi tình dục đặc biệt, cho phép những cá nhân quyền riêng tư và  quyền tự chủ để quyết định về tính dục của họ, bảo vệ cá nhân liên quan tới sự bình đẳng và không phân biệt đối xử, công nhận và bảo vệ những quyền cá nhân khác, cũng như các vấn đề về lập pháp liên quan đến hôn nhân và gia đình, và việc xây dựng pháp luật để bảo vệ những cá nhân khỏi bạo lực, quấy rối, và áp bức.
Ở Mỹ, có hai cách tiếp cận cơ bản khác nhau, áp dụng cho các bang khác nhau, liên quan đến cách pháp luật được sử dụng để kiểm soát tình dục một người. "Bức thư đen" tiếp cận đến luật tập trung vào nghiên cứu án lệ, và nỗ lực để cung cấp khuôn khổ rõ ràng về những quy tắc trong đó luật sư và những người khác có thể làm việc. Ngược lại, sự tiếp cận về mặt xã hội - pháp lý tập trung rộng hơn vào mỗi quan hệ giữa luật pháp và xã hội, và cung cấp góc nhìn bối cảnh hơn của mối quan hệ giữa sự thay đổi của pháp lý và xã hội.
Những vấn đề liên quan đến tính dục ở con người và xu hướng tính dục ở con người đã được đặt lên hàng đầu trong luật pháp của phương Tây trong nửa sau của thế kỉ 20, như một phần của sự ủng hộ phong trào giải phóng đồng tính khuyến khích những cá nhân LGBT công khai xu hướng tính dục và tham gia vào hệ thống pháp luật, chủ yếu thông qua tòa án. Vì vậy, nhiều vấn đề liên quan đến tính dục ở người và pháp luật được tìm thấy trong các quan điểm của tòa án.

#### Quyền riêng tư tình dục
Trong khi vấn đề về sự quyền riêng tư đã trở nên hữu ích cho các tuyên bố về quyền tình dục, một số học giả đã chỉ trích tính hữu dụng của nó, cho rằng góc nhìn này là quá hạn hẹp và hạn chế. Pháp luật thường can thiệp chậm vào một số hình thức nhất định của hành vi cưỡng chế mà có thể hạn chế sự tự kiểm soát tình dục cá nhân (như cắt bỏ bộ phận sinh dục nữ, cưỡng hôn hay thiếu sự tiếp cận với chăm sóc sức khỏe sinh sản). Nhiều trong số những bất công này thường được gây ra một phần hoặc hoàn toàn bởi những cá nhân hơn là cơ quan nhà nước, và như một hệ quả, một cuộc tranh luận đang tiếp diễn về mức độ của trách nhiệm nhà nước trong việc phòng tránh các hành vi có hại và điều tra những hành vi đó khi chúng xảy ra.
Các hệ thống pháp luật xung quanh mại dâm là một chủ đề gây tranh cãi. Những người ủng hộ việc hình sự hóa cho rằng mại dâm là một hành vi trái đạo đức không nên được chấp nhận, trong khi những người ủng hộ việc hợp pháp hóa chỉ ra hình sự hóa gây hại nhiều hơn là có lợi như thế nào. Trong phạm vi phong trào nữ quyền, cũng có một cuộc tranh luận về việc liệu lao động tình dục vốn mang tính phản cảm và bóc lột hay liệu những người hành nghề mại dâm có được phép bán dâm như một dịch vụ hay không.
Khi lao động tình dục bị hình sự hóa, người bán dâm không có sự hỗ trợ của cơ quan thực thi pháp luật khi họ trở thành nạn nhân của bạo lực. Trong một cuộc khảo sát năm 2003 về những người hành nghề mại dâm trên đường phố ở NYC, 80% cho biết họ từng bị đe dọa hoặc bị bạo lực, và nhiều người nói rằng cảnh sát không giúp được gì. 27% cho biết họ đã từng bị cảnh sát bạo hành. Những đặc điểm nhận dạng khác nhau như da đen, chuyển giới hoặc nghèo có thể khiến một người có nhiều khả năng bị cảnh sát lập hồ sơ hình sự. Ví dụ, ở New York, có luật chống "lảng vảng nhằm thu hút mại dâm", được đặt biệt danh là luật "walking while trans" vì phụ nữ chuyển giới thường bị cho là hành nghề mại dâm và bị bắt giữ chỉ vì bước ra nơi công cộng.

## Phẩm hạnh tôn giáo về tình dục
Trong một số tôn giáo, hành vi tình dục được coi chủ yếu về tâm linh. Ở những người khác, nó được coi là chủ yếu về thể chất. Một số người cho rằng hành vi tình dục chỉ mang tính tâm linh trong một số loại mối quan hệ nhất định, khi được sử dụng cho các mục đích cụ thể hoặc khi được kết hợp vào nghi lễ tôn giáo. Trong một số tôn giáo không có sự phân biệt giữa vật chất và tinh thần, trong khi một số tôn giáo xem tình dục của con người như một cách để lấp đầy khoảng trống tồn tại giữa tinh thần và thể chất.
Nhiều người tôn giáo bảo thủ, đặc biệt là những người theo tôn giáo Do Thái giáo và Cơ đốc giáo nói riêng, Do Thái giáo và Cơ đốc giáo nói riêng, có xu hướng xem tính dục dưới góc độ hành vi (tức là đồng tính luyến ái hay dị tính luyến ái là việc mà một người thực hiện) và một số tính dục nhất định như song tính luyến ái có xu hướng bị bỏ qua như một hệ quả của điều này Những người bảo thủ này có xu hướng thúc đẩy chủ nghĩa độc thân cho những người đồng tính, và cũng có thể có xu hướng tin rằng tình dục có thể được thay đổi thông qua liệu pháp đồng tính hoặc cầu nguyện để trở thành một người đã-từng-đồng-tính. Họ cũng có thể coi đồng tính luyến ái là một dạng bệnh tâm thần, một thứ đáng bị hình sự hóa, sự ghê tởm vô đạo đức, gây ra bởi việc nuôi dạy con cái không hiệu quả và coi hôn nhân đồng tính là một mối đe dọa cho xã hội.
Mặt khác, hầu hết những người theo chủ nghĩa tự do tôn giáo định nghĩa các nhãn liên quan đến tình dục dưới góc độ hấp dẫn tình dục và tự nhận diện bản thân. Họ cũng có thể coi hành vi tình dục đồng giới là trung lập về mặt đạo đức và được chấp nhận về mặt pháp lý như hành vi tình dục khác giới, không liên quan đến bệnh tâm thần, do di truyền hoặc môi trường gây ra (nhưng không phải là kết quả của việc nuôi dạy con xấu) và đã được cố định. Họ cũng có xu hướng ủng hộ hôn nhân đồng giới hơn.

### Do Thái giáo
Theo Do Thái giáo,tình dục giữa đàn ông và phụ nữ trong hôn nhân là linh thiêng và đáng được tận hưởng; chủ nghĩa độc thân được coi là có tội.

### Thiên chúa giáo

#### Giáo hội Công giáo La Mã
Giáo hội Công giáo La Mã dạy rằng tình dục là "cao quý và xứng đáng" nhưng nó phải được sử dụng phù hợp với quy luật tự nhiên. Vì lý do này, tất cả các hành vi tình dục phải diễn ra trong bối cảnh hôn nhân giữa đàn ông và phụ nữ, và không được ly hôn vì có khả năng thụ thai. Hầu hết các hình thức quan hệ tình dục không có khả năng thụ thai về bản chất đều bị coi là rối loạn và tội lỗi, chẳng hạn như sử dụng các biện pháp tránh thai, thủ dâm và hành vi đồng tính luyến ái.

#### Anh giáo
Giáo hội Anh giáo rằng tình dục của con người là một món quà từ Đức Chúa Trời yêu thương, được thiết kế để giữa một người nam và một người nữ trong hôn nhân một vợ một chồng chung thủy trọn đời. Nó cũng xem sự độc thân và chủ nghĩa độc thân tận tụy giống như Đấng Christ. Nó nói rằng những người có sự hấp dẫn đồng giới được Đức Chúa Trời yêu thương và được hoan nghênh như là chi thể trọn vẹn của Thân thể Đấng Christ, trong khi ban lãnh đạo Giáo hội có nhiều quan điểm khác nhau về sự sắp đặt và biểu hiện đồng tình. Một số biểu hiện của tình dục bị coi là tội lỗi bao gồm "lăng nhăng, mại dâm, loạn luân, khiêu dâm, ấu dâm, hành vi tình dục lạm dụng và bạo dâm (tất cả đều có thể là dị tính và đồng tính luyến ái), ngoại tình, bạo lực với vợ và cắt bộ phận sinh dục của phụ nữ". Giáo hội lo ngại về những áp lực buộc giới trẻ tham gia vào hoạt động tình dục và khuyến khích sự tiết chế.

#### Tin lành
Về vấn đề tình dục, một số nhà thờ Tin lành khuyến khích lời thề nguyện đồng trinh giữa các Cơ đốc nhân Tin lành trẻ tuổi, những người được mời cam kết trong một buổi lễ công khai tiết chế tình dục cho đến khi kết hôn theo đạo Cơ đốc. Lời thề này thường được tượng trưng bằng một chiếc nhẫn thanh khiết.
Trong các giáo hội Tin Lành, thanh niên và các cặp đôi chưa kết hôn được khuyến khích kết hôn sớm để được có cuộc sống tình dục theo ý muốn của Đức Chúa Trời.
Mặc dù một số giáo hội tỏ ra thận trọng về chủ đề này, nhưng các giáo hội Tin Lành khác ở Hoa Kỳ và Thụy Sĩ nói về sự thỏa mãn tình dục như một món quà từ Chúa và là một thành phần của hôn nhân Cơ đốc hòa hợp, trong các thông điệp trong các buổi thờ phượng hoặc hội nghị. Nhiều sách và trang web Tin Lành chuyên về chủ đề này.
Các quan niệm về đồng tính luyến ái trong các Giáo hội Tin lành rất đa dạng. Họ từ tự do đến ôn hòa đến bảo thủ.

### Đạo hồi
Trong Hồi giáo, ham muốn tình dục được coi là một sự thôi thúc tự nhiên không nên bị kìm hãm, mặc dù khái niệm tình dục tự do không được chấp nhận; những ham muốn này nên được thực hiện một cách có trách nhiệm. Hôn nhân được coi là một hành động tốt; nó không cản trở  con đường tâm linh. Thuật ngữ được sử dụng cho hôn nhân trong Kinh Qur'an là nikah, nghĩa đen có nghĩa là quan hệ tình dục. Mặc dù tình dục Hồi giáo bị hạn chế thông qua luật tình dục Hồi giáo, nó nhấn mạnh đến khoái cảm tình dục trong hôn nhân. Người đàn ông có thể có nhiều hơn một người vợ, nhưng anh ta phải chăm sóc những người vợ đó về thể chất, tinh thần, tình cảm, tài chính và linh hồn.
 Người Hồi giáo tin rằng quan hệ tình dục là một hành vi tôn thờ đáp ứng các nhu cầu về tình cảm và thể chất, và rằng sinh ra con cái là một cách mà con người có thể đóng góp vào sự sáng tạo của Chúa, và Hồi giáo không tán thành độc thân khi một cá nhân đã kết hôn.
Tuy nhiên, đồng tính bị nghiêm cấm trong Hồi giáo, và một số luật sư Hồi giáo đã đề nghị rằng những người đồng tính nên bị xử tử. Mặt khác, một số lập luận rằng Hồi giáo có một cách tiếp cận cởi mở và vui tươi đối với tình dục miễn là trong hôn nhân, không có dâm ô, gian dâm và ngoại tình.

### Ấn Độ giáo
Ấn Độ giáo nhấn mạnh rằng tình dục chỉ thích hợp giữa chồng và vợ, trong đó việc thỏa mãn những ham muốn tình dục thông qua khoái cảm tình dục là nghĩa vụ quan trọng của hôn nhân. Bất kỳ quan hệ tình dục nào trước hôn nhân đều được coi là cản trở sự phát triển trí tuệ, đặc biệt là trong độ tuổi từ sơ sinh đến 25 tuổi, được cho là brahmacharya và điều này nên tránh. Kama (thú vui nhục dục) là một trong bốn mục tiêu của cuộc sống ((dharma) pháp, (artha) sự giàu có, kama (thú nhục dục) và moksha (sự giải thoát)). Kama Hindu đề cập một phần đến quan hệ tình dục; nó không chỉ là một tác phẩm tình dục hoặc tôn giáo.

### Đạo Sikh
Đạo Sikh coi trinh tiết là quan trọng, vì người Sikh tin rằng tia sáng thần thánh của Waheguru hiện diện bên trong cơ thể của mỗi cá nhân, do đó, điều quan trọng là người ta phải giữ mình sạch sẽ và thanh khiết. Hoạt động tình dục chỉ giới hạn ở các cặp vợ chồng đã kết hôn và quan hệ tình dục ngoài hôn nhân bị cấm. Hôn nhân được coi là một cam kết với Waheguru và nên được xem như một phần của tình bạn thiêng liêng, thay vì chỉ là quan hệ tình dục, và chế độ một vợ một chồng được nhấn mạnh sâu sắc trong đạo Sikh. Bất kỳ cách sống nào khác đều không được khuyến khích, bao gồm độc thân và đồng tính luyến ái. Tuy nhiên, so với các tôn giáo khác, vấn đề tình dục trong đạo Sikh không được coi là một trong những điều tối quan trọng.